# 世田谷区
世田谷区（せたがやく）は、東京都の区部南西部に位置する特別区。

## 概要
東京23区の西南部に位置し、南部は多摩川を境に神奈川県川崎市に接する。世田谷区役所から都心（東京駅付近）までの直線距離は約11kmである。
多摩川河川敷の市街化調整区域を除きほとんどが市街化区域であり、その用途地域は、住居系が約9割、商業系が1割弱、工業系は約1%である（2025年現在）。
区内には二子玉川・三軒茶屋・下北沢などの商業地があるが、大半は住宅地であり、中でも成城や深沢、等々力などは高級住宅街として知られている。
区は世田谷・北沢・玉川・砧（）・烏山（）の五つの地域に分けられており、各地域には行政機構の一部として区の総合支所が置かれる。

## 地理

### 地形

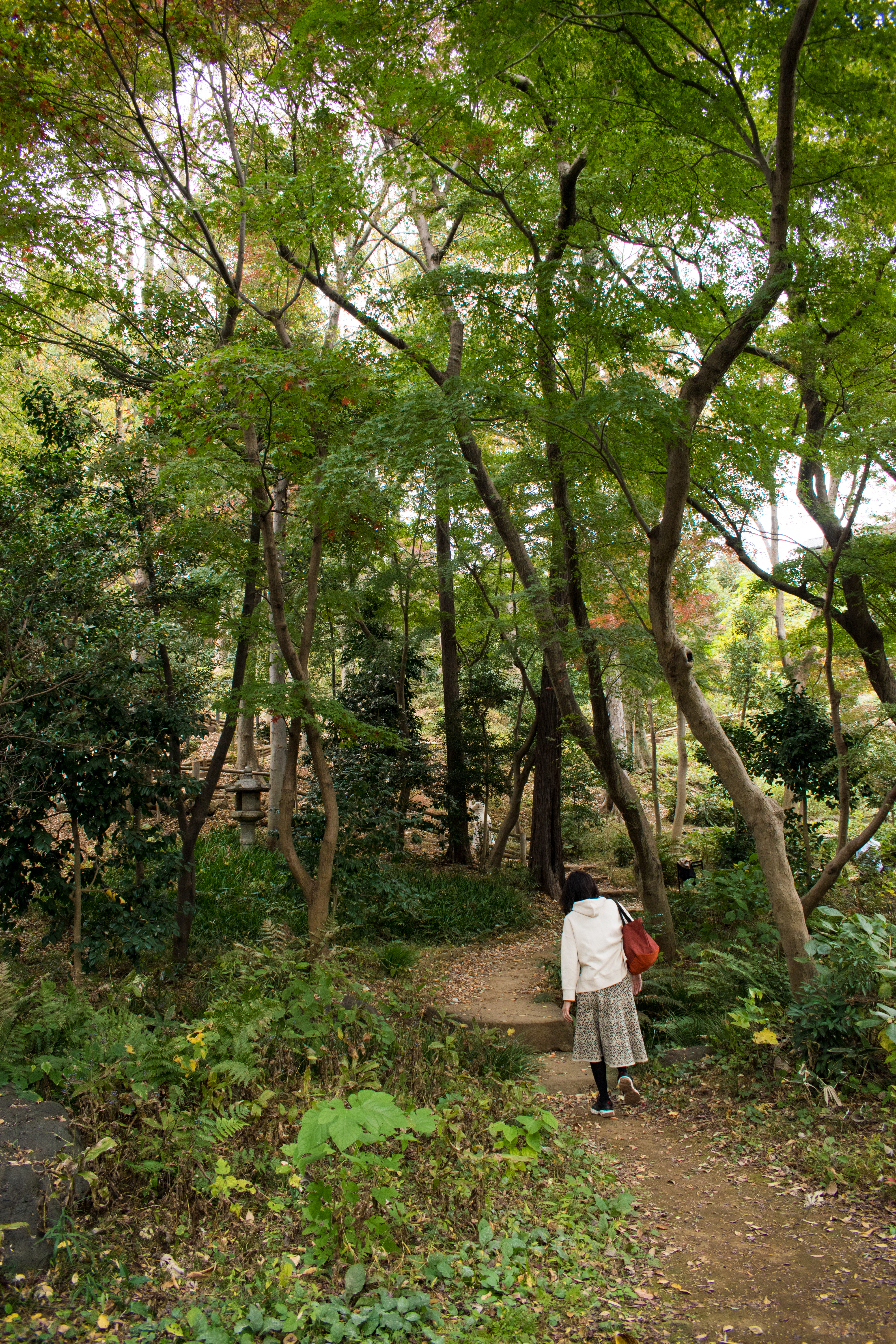
国分寺崖線の環境を保全した区立公園（瀬田四丁目旧小坂緑地）

世田谷区の地形は、台地と低地から成っている。南部には多摩川に沿って北西から南東に連なる急斜面（国分寺崖線）がある。この斜面を境に北東側は台地（洪積層）、南西側は低地（沖積層）である。
国分寺崖線には樹林や湧水などの豊かな自然環境が残る。その環境と景観を保全するために区は複数の条例を制定し、指定した地区での建築条件を制限している。

#### 河川

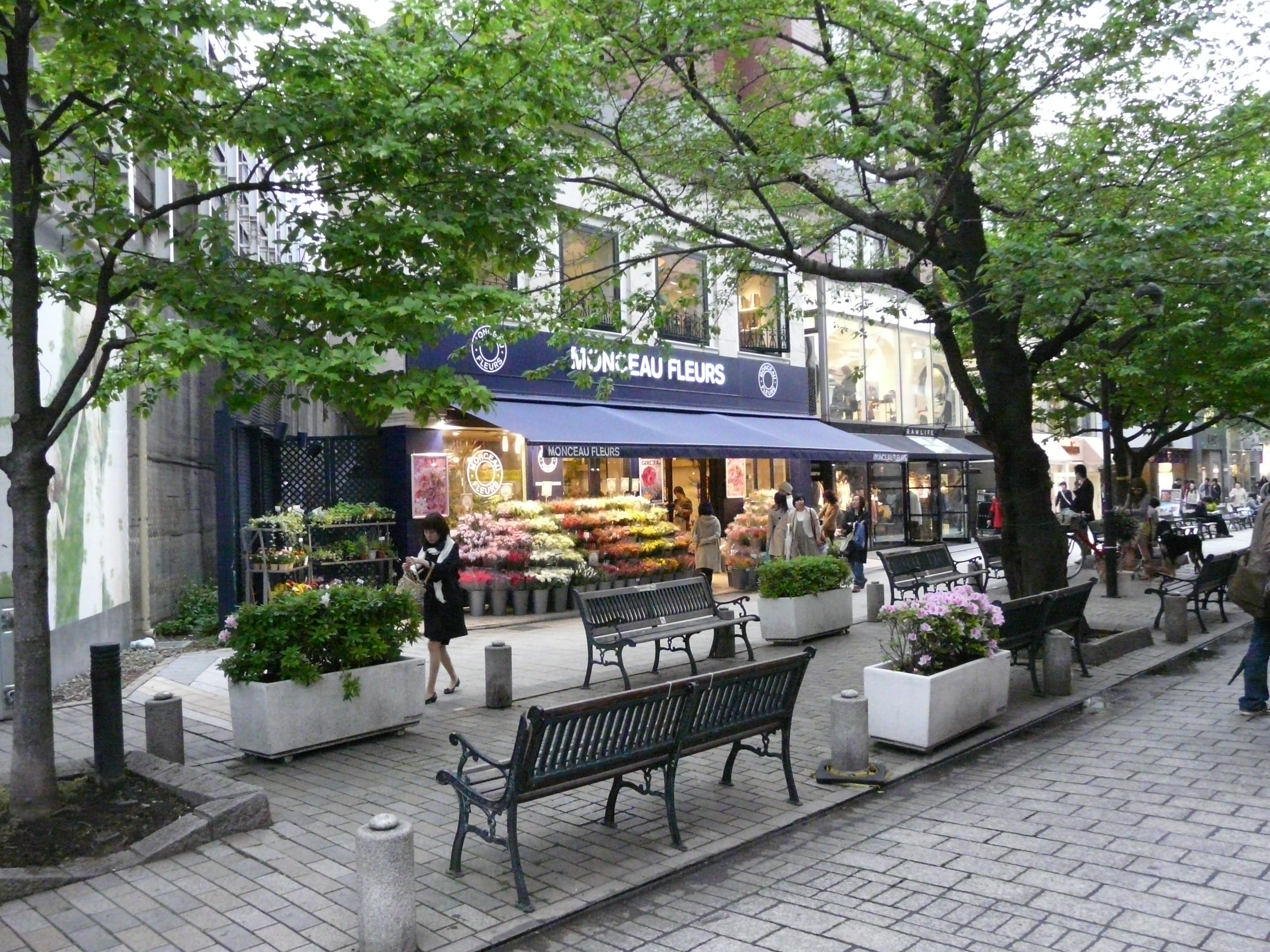
九品仏川緑道（奥沢五丁目）

区内に主な水源を持つ川を「*」で示す。これらの小河川は、かつては灌漑用水として利用されていたが、宅地化が進むにつれて農地が減少したため、大部分は下水道幹線として暗渠化され、地表は緑道となっている。
- 多摩川
- 野川
- 仙川
- 谷沢川*
- 谷戸川*
- 目黒川
- 北沢川*
- 烏山川*
- 蛇崩川*
- 呑川*
- 九品仏川（丑川）*
- 丸子川（旧六郷用水〔旧次太夫堀〕）*

区内の多摩川沿いの町名である宇奈根・瀬田・野毛（上野毛）・等々力には、対岸の神奈川県川崎市内にも同じまたは類似の町名がある。これは、多摩川の流路が洪水や改修で大きく変わり、地域が分断された痕跡である。

### 気候
23区としては珍しく内陸性気候の特徴を持つ。気温は都心と同じかやや高いことが多い。特に区内陸部の北、西部（北沢、烏山地区など）は夏は暑さが厳しく、最寄りの練馬（アメダス）同様に38℃を超えることもある。また、冬は寒さが厳しくなり、冬日は珍しくない。世田谷アメダスでは降水量のみが観測されている。降水量は他の都内のアメダスと比べ多めである。
| 世田谷（1991 - 2020） の気候 | 世田谷（1991 - 2020） の気候 | 世田谷（1991 - 2020） の気候 | 世田谷（1991 - 2020） の気候 | 世田谷（1991 - 2020） の気候 | 世田谷（1991 - 2020） の気候 | 世田谷（1991 - 2020） の気候 | 世田谷（1991 - 2020） の気候 | 世田谷（1991 - 2020） の気候 | 世田谷（1991 - 2020） の気候 | 世田谷（1991 - 2020） の気候 | 世田谷（1991 - 2020） の気候 | 世田谷（1991 - 2020） の気候 | 世田谷（1991 - 2020） の気候 |
| 月                           | 1月                          | 2月                          | 3月                          | 4月                          | 5月                          | 6月                          | 7月                          | 8月                          | 9月                          | 10月                         | 11月                         | 12月                         | 年                           |
| ---------------------------- | ---------------------------- | ---------------------------- | ---------------------------- | ---------------------------- | ---------------------------- | ---------------------------- | ---------------------------- | ---------------------------- | ---------------------------- | ---------------------------- | ---------------------------- | ---------------------------- | ---------------------------- |
| 降水量 mm （inch）           | 60.9 (2.398)                 | 60.4 (2.378)                 | 121.4 (4.78)                 | 134.0 (5.276)                | 141.9 (5.587)                | 170.5 (6.713)                | 168.5 (6.634)                | 169.6 (6.677)                | 232.2 (9.142)                | 236.2 (9.299)                | 97.7 (3.846)                 | 60.9 (2.398)                 | 1,654.2 (65.126)             |
| 平均降水日数 （≥1.0 mm）     | 5.0                          | 5.7                          | 9.8                          | 10.1                         | 10.6                         | 11.8                         | 11.4                         | 9.2                          | 12.1                         | 11.0                         | 7.7                          | 5.5                          | 110.0                        |
| 出典：気象庁                 |                              |                              |                              |                              |                              |                              |                              |                              |                              |                              |                              |                              |                              |

### 地域
世田谷区は1991年 に「地域行政制度」を発足させ、区内を下記の5地域に区分している。地域といっても世田谷地域や玉川地域などは、面積や人口で中野区、渋谷区レベルの大きさがある。各地域は独特の歴史と特性を有する。
区内の町丁数は277で、これは東京23区の中で最も多い。（典拠：東京都総務局統計部人口統計課　編集・発行「住民基本台帳による東京都の世帯と人口」平成22年1月分、平成22年3月発行、p. 22）
世田谷地域
三軒茶屋や国道246号・世田谷通り、東急世田谷線沿線、区役所周辺を中心にした商業的な色合いが強い地域。住宅地の道路は都道427号はじめ比較的狭隘である。1932年の世田谷区成立前には、おおむね荏原郡世田ヶ谷町および駒沢町であった地域である。
池尻（一〜三丁目・四丁目1番〜32番） - 上馬 - 経堂 - 駒沢（一丁目・二丁目に限る） - 桜 - 桜丘 - 三軒茶屋 - 下馬 - 世田谷 - 太子堂 - 弦巻 - 野沢 - 三宿 - 宮坂 - 若林

北沢地域
下北沢駅周辺を除き、静かな住宅地の色合いが濃いものの、道路網が脆弱な地域。おおむね旧：荏原郡下北沢村、代田村および松沢村に当たる。
池尻（四丁目33番〜39番のみ） - 赤堤 - 梅丘 - 大原 - 北沢 - 豪徳寺 - 桜上水 - 代沢 - 代田 - 羽根木 - 松原

玉川地域
深沢、玉川田園調布、尾山台、等々力、上野毛、玉川などがある。幹線道路から街区1つ入ると閑静な住宅地が広がる。深沢、上野毛、等々力など住宅街の色合いが濃い。国分寺崖線には等々力渓谷がある。おおむね、世田谷区成立前の旧：荏原郡玉川村に当たる。
奥沢 - 尾山台 - 上野毛 - 上用賀 - 駒沢（三丁目〜五丁目に限る） - 駒沢公園 - 桜新町 - 新町 - 瀬田 - 玉川 - 玉川台 - 玉川田園調布 - 玉堤 - 等々力 - 中町 - 野毛 - 東玉川 - 深沢 - 用賀

砧地域
地形の起伏が多く、国分寺崖線には多くの緑が残る。砧公園や多摩川河川敷をはじめとする多くの公園が在ったり、野菜などの生産農地が残ったりする。1932年の世田谷区成立時点では北多摩郡砧村であり、1936年に千歳村とともに世田谷区に編入された。
宇奈根 - 大蔵 - 岡本 - 鎌田 - 喜多見 - 砧 - 砧公園 - 成城 - 祖師谷 - 千歳台 - 船橋

烏山地域
区の北部に位置し、商業地・住宅地が半々の地域。烏山などに武蔵野の面影を残す緑の多い地域があるほか、祖師谷付近では狭隘な道が入り組んだ住宅地となっている。烏山には寺町が形成されている。概ね旧：北多摩郡千歳村に当たり、砧地域と同じく1936年に世田谷区に編入された地域である。
粕谷 - 上北沢 - 上祖師谷 - 北烏山 - 給田 - 八幡山 - 南烏山

#### 商業地
国道246号（通称玉川通り）・世田谷通り・茶沢通りが合流する三軒茶屋駅周辺、小田急線・井の頭線の乗換駅の下北沢駅周辺、京王線の千歳烏山駅周辺、大井町線と東横線の乗換駅の自由が丘駅南口側周辺、大井町線と田園都市線の乗換駅の二子玉川駅周辺がそれぞれ区内の商業地として求心力を持つ。

#### 住宅地
当区区域は武蔵国多磨郡、荏原郡に属し、農村地域であった。しかし農地や空き地が多かったこの地域に、上京者などがよく移り住み、現在では都内有数の住宅密集地域となっている。
江戸時代は御府内（江戸の市域・城下町）には含まれず、明治・大正時代の旧東京市15区にも含まれない地域であった。そのため、東京市街の中間富裕層や若者などにとって世田谷南部の玉川や等々力渓谷は景勝地、行楽地であった。松方別邸のように、別邸を設ける地域などとしても人気があった。
関東大震災による神社仏閣や被災者難民の疎開地として下町から多くの人が流入して住み着き、現在にあっても区画整理や再開発をより困難なものとしている。
東京郊外という立地から当時多くの私立学校・大学などが移設・開設され、現在においても絶え間なく上京する学生や若者たちを多く受け入れている。
区内には、カーナビゲーション開発の実験地に選ばれたほど、区画整理されずに細かく細い道が続く住宅街がある。一方、東急や東京信託会社などによる早期の沿線開発により一区画100m2内外を一軒とした大規模な住宅街区も点在する。
大規模マンション
- 東京テラス
- 深沢ハウス
- 蘆花公園ザ・レジデンスフォレストコート
- 久我山ガーデンヒルズ
- エルザ世田谷
- パークハウスフォレストリエ
- ヴィークグラン世田谷千歳船橋
- マスタービューレジデンス
- 桜丘フラット
- グラフォート世田谷芦花公園
- アトラス池尻レジデンス
- パークホームズ千歳烏山ガーデンズコート
- トワイシア用賀
- 成城ハイム
- グレンパーク駒場
- 世田谷喜多見ザ・テラス
- グランド・ガーラ代田橋
- ブランズシティ世田谷中町
- 二子玉川ライズタワー＆レジデンスタワーイースト
- プラウドタワー二子玉川
- グランドヒルズ三軒茶屋ヒルトップガーデン
- パークシティ成城
- 上馬マンション
- パークホームズ世田谷梅丘
- ガーデンヴィラ芦花公園
- コスモグランリュクス世田谷
- 成城アンバサダー
- プラウド桜新町
- シティハウス成城
- クラッシィハウス世田谷公園
- ザ・パークハウス三軒茶屋タワー
- コスモグランリュクス世田谷
- パークシティ弦巻サウス・レジデンス
- ラ・コルダ弦巻フォレストコート
- 芦花公園プレスティージュ
- グランシティ上用賀ラ・アヴェニュー
- アルス弦巻
- 若林ハイホーム
- アルス千歳烏山
- パークハウス成城
- ニュー池尻マンション
- 駒場ネオパレス
- 上野毛ハイム
- パークハウス砧レジデンス
- シティハウス世田谷桜丘
- グランフォート用賀
- ザ・パークハウス二子玉川ガーデン
- ウエリス世田谷砧
- 桜上水ガーデンズ
- グレンパーク駒場
- グローリオ芦花公園
- ザ・パークハウス千歳烏山グローリオ
- グランドメゾン三軒茶屋の杜
- ナイスステージ世田谷桜丘
- ハイツ三軒茶屋
- グランスイート三軒茶屋
- ザ・パークハウス学芸大学
- アルス桜上水
- ザ・パークハウス学芸大学四季の杜
- 玉川サンケイハウス
- 世田谷千歳台ガーデンアンドレジデンス

団地
- 国家公務員共済組合連合会用賀三丁目団地 - 昭和42年：東京都市計画事業（一団地の住宅施設）
- 首都圏不燃建築公社池尻団地 - 昭和38年：東京都市計画事業（一団地の住宅施設）
- 都市再生機構桜上水団地 - 昭和39年、平成17年廃止：東京都市計画事業（一団地の住宅施設）
- 東京都住宅供給公社芦花公園前団地平成17年廃止：東京都市計画事業（一団地の住宅施設）
- 東京都住宅供給公社烏山松葉通団地 - 昭和40年：東京都市計画事業（一団地の住宅施設）
- 東京都住宅供給公社烏山北団地 - 昭和53年：東京都市計画事業（一団地の住宅施設）
- 東京都住宅供給公社久我山団地 - 昭和42年、平成20年廃止：東京都市計画事業（一団地の住宅施設）
- 東京都住宅供給公社祖師ケ谷団地 - 昭和33年：東京都市計画事業（一団地の住宅施設）
- 東京都住宅供給公社大蔵団地 - 昭和39年：東京都市計画事業（一団地の住宅施設）
- 東京都住宅供給公社用賀団地 - 昭和42年：東京都市計画事業（一団地の住宅施設）
- アクティ三軒茶屋 （三軒茶屋）
- 二子玉川団地（玉川、賃貸296 1959年）
- 千歳桜ヶ丘団地（桜丘、分譲156 1958年）
- 東経堂団地（桜上水、賃貸304 1958年）
- 世田谷真中第一団地（上馬 市街地住宅 賃貸77 1964年 現存現上馬二丁目。譲渡返還）
- 世田谷真中第二団地（上馬 市街地住宅 賃貸32 1963年）
- 上野毛団地（上野毛 市街地住宅 賃貸28 1963年 現存 譲渡返還）
- 西経堂団地（船橋、賃貸660 1959年）
- 芦花公園団地（芦花団地、南烏山、1958年 建替工事中）
- 烏山第一団地（南烏山、分譲94 1958年 建替え工事中）
- 用賀団地（用賀、分譲56 1957年）
- 桜上水公団希望が丘団地
- 上高井戸団地
- 用賀団地
- 都営烏山アパート（北烏山 2-9、1964 - 1966 年）
- 都営烏山西団地 - 昭和42年：東京都市計画事業（一団地の住宅施設）
- 都営下馬アパート（下馬 2-33、1960 - 1970 年）
- 都営下馬五丁目アパート（下馬 5-41、1989年）
- 都営喜多見二丁目アパート（喜多見 2-10、1975 - 1978 年）
- 都営砧一丁目アパート（砧 1-11、1986年）
- 都営玉川四丁目アパート（玉川 4-2、1990年）
- 都営玉川台一丁目アパート（玉川台 1-5、1982年）
- 都営玉川台二丁目アパート（玉川台 2-6、1980年）
- 都営駒沢三丁目アパート（駒沢 3-22、1975年）
- 都営弦巻五丁目アパート（弦巻 5-3、1970年）
- 都営弦巻五丁目第2アパート（弦巻 5-12、1982年）
- 都営弦巻三丁目アパート（弦巻 3-10、1980年）
- 都営弦巻三丁目第3アパート（弦巻 3-8、1984年）
- 都営弦巻二丁目第2アパート（弦巻 2-32、1994年）
- 都営豪徳寺アパート（豪徳寺 1-34、1960年）
- 都営桜一丁目アパート（桜 1-53、1972 - 1973 年）
- 都営桜一丁目第2アパート（桜 1-30、1975年）
- 都営桜二丁目アパート（桜 2-14、1984年）
- 都営桜丘二丁目第2アパート（桜丘 2-4、1977年）
- 都営桜丘二丁目第3アパート（桜丘 2-22、1991年）
- 都営桜丘二丁目第4アパート（桜丘 2-6、1995年）
- 都営桜丘二丁目第5アパート（桜丘 2-7、1997年）
- 都営桜丘三丁目アパート（桜丘 3-4、1978 - 1980 年）
- 都営桜丘五丁目アパート（桜丘 5-10、1987年）
- 都営桜上水三丁目第2アパート（桜上水 3-4、1985年）
- 都営若林四丁目アパート（若林 4-41、1968年）
- 都営住宅成城団地 - 昭和36年、平成18年廃止：東京都市計画事業（一団地の住宅施設）
- 都営住宅上北沢アパート （桜上水五丁目）
- 都営上祖師谷一丁目アパート（上祖師谷 1-13、1986年）
- 都営上北沢アパート（桜上水 5-3、1959年）
- 都営上北沢一丁目第2アパート（上北沢 1-32、2005 - 2006 年）
- 都営上北沢五丁目第3アパート（上北沢 5-47、1982 - 1989 年）
- 都営上北沢五丁目第4アパート（上北沢 5-20、1988年）
- 都営上野毛団地 - 昭和38年：東京都市計画事業（一団地の住宅施設）
- 都営上用賀一丁目アパート（上用賀 1-24、1981年）
- 都営上用賀三丁目アパート（上用賀 3-8、1982 - 1983 年）
- 都営上用賀六丁目アパート（上用賀 6-30、1978年）
- 都営上用賀六丁目第2アパート（上用賀 6-28、1983年）
- 都営新町二丁目アパート（新町 2-23、1979 - 1989 年）
- 都営深沢アパート（新町 1-15、1961年）
- 都営深沢団地 - 昭和37年 ： 東京都市計画事業（一団地の住宅施設）
- 都営成城アパート（成城 8-28、1990年）
- 都営成城八丁目アパート（成城 8-25、2006年）
- 都営赤堤三丁目アパート（赤堤 3-1、1981年）
- 都営千歳台一丁目アパート（千歳台 1-10、1984年）
- 都営船橋一丁目アパート（船橋 1-51、1981年）
- 都営船橋五丁目アパート（船橋 5-26、1998年）
- 都営船橋四丁目アパート（船橋 4-30、1970年）
- 都営祖師谷四丁目アパート（祖師谷 4-28、1988 - 1990 年）
- 都営代沢一丁目アパート（代沢 1-24、1992 - 1993 年）
- 都営代田一丁目アパート（代田 1-23、1971年）
- 都営代田一丁目第2アパート（代田 1-10、1973年）
- 都営大原一丁目第2アパート（大原 1-39、1990年）
- 都営池尻二丁目アパート（池尻 2-3、2004 - 2005 年）
- 都営等々力六丁目アパート（等々力 6-34、1975年）
- 都営南烏山四丁目アパート（南烏山 4-15、1988年）
- 都営南烏山六丁目アパート（南烏山 6-32、1980年）
- 都営梅丘一丁目アパート（梅丘 1-37、1972 - 1975 年）
- 都営八幡山アパート（八幡山 3-37、1961年）
- 都営八幡山三丁目アパート（八幡山 3-6、1973 - 1977 年）
- 都営八幡山町団地 ： 東京都市計画事業（一団地の住宅施設）
- 都営北烏山一丁目アパート（北烏山 1-44、1981 - 1982 年）
- 都営野毛町アパート（野毛 1-24、1961 - 1962 年）
- 都営用賀一丁目アパート（用賀 1-17、1981年）

#### 公園・緑地
大規模な都市公園以外に、区域内を流れる主要河川を暗渠化した後に緑道や親水公園にした、一般にビオトープと呼ばれるものを合わせると、区内に455箇所の公園施設がある。

#### 町名
世田谷区では、全域で住居表示に関する法律に基づく住居表示が実施されている。

##### 池尻まちづくりセンター管内
| 町名       | 町区域新設年月日 | 住居表示実施年月日 | 住居表示実施前の町名など                   | 備考                |
| ---------- | ---------------- | ------------------ | ------------------------------------------ | ------------------- |
| 池尻一丁目 | 1965年9月15日    | 1965年9月15日      | 池尻町、下馬町1の各一部                    |                     |
| 池尻二丁目 | 1965年9月15日    | 1965年9月15日      | 池尻町の一部                               |                     |
| 池尻三丁目 | 1965年9月15日    | 1965年9月15日      | 池尻町の一部                               |                     |
| 池尻四丁目 | 1971年9月1日     | 1971年9月1日       | 池尻町、三宿町、下代田町の各全部           | 1〜32番街区に限る。 |
| 三宿一丁目 | 1965年9月15日    | 1965年9月15日      | 三宿町、池尻町、太子堂町の各一部           |                     |
| 三宿二丁目 | 1965年9月15日    | 1965年9月15日      | 三宿町、池尻町、太子堂町、下代田町の各一部 |                     |

##### 太子堂まちづくりセンター管内
| 町名           | 町区域新設年月日 | 住居表示実施年月日 | 住居表示実施前の町名など                              | 備考 |
| -------------- | ---------------- | ------------------ | ----------------------------------------------------- | ---- |
| 太子堂一丁目   | 1965年9月15日    | 1965年9月15日      | 太子堂町、池尻町、三宿町、三軒茶屋町、下馬町1の各一部 |      |
| 太子堂二丁目   | 1965年9月15日    | 1965年9月15日      | 太子堂町の一部                                        |      |
| 太子堂三丁目   | 1965年9月15日    | 1965年9月15日      | 太子堂町、三宿町の各一部                              |      |
| 太子堂四丁目   | 1965年9月15日    | 1965年9月15日      | 太子堂町の一部                                        |      |
| 太子堂五丁目   | 1965年9月15日    | 1965年9月15日      | 太子堂町の一部                                        |      |
| 三軒茶屋一丁目 | 1968年7月15日    | 1968年7月15日      | 太子堂町の全部と三軒茶屋町、下馬町1、上馬町1の各一部  |      |

##### 若林まちづくりセンター管内
| 町名           | 町区域新設年月日 | 住居表示実施年月日 | 住居表示実施前の町名など | 備考 |
| -------------- | ---------------- | ------------------ | ------------------------ | ---- |
| 三軒茶屋二丁目 | 1968年7月15日    | 1968年7月15日      | 三軒茶屋町の一部         |      |
| 若林一丁目     | 1966年11月15日   | 1966年11月15日     | 若林町の一部             |      |
| 若林二丁目     | 1966年11月15日   | 1966年11月15日     | 若林町、太子堂町の各一部 |      |
| 若林三丁目     | 1966年11月15日   | 1966年11月15日     | 若林町、世田谷1の各一部  |      |
| 若林四丁目     | 1966年11月15日   | 1966年11月15日     | 若林町、世田谷1の各一部  |      |
| 若林五丁目     | 1968年7月15日    | 1968年7月15日      | 若林町の一部             |      |

##### 上町まちづくりセンター管内
| 町名         | 町区域新設年月日 | 住居表示実施年月日 | 住居表示実施前の町名など                                | 備考 |
| ------------ | ---------------- | ------------------ | ------------------------------------------------------- | ---- |
| 世田谷一丁目 | 1966年2月15日    | 1966年2月15日      | 世田谷1、弦巻町1、弦巻町2の各一部                       |      |
| 世田谷二丁目 | 1966年2月15日    | 1966年2月15日      | 世田谷1、世田谷4、弦巻町2の各一部                       |      |
| 世田谷三丁目 | 1966年2月15日    | 1966年2月15日      | 世田谷1の一部                                           |      |
| 世田谷四丁目 | 1966年2月15日    | 1966年2月15日      | 世田谷1、若林町の各一部                                 |      |
| 桜一丁目     | 1966年2月15日    | 1966年2月15日      | 世田谷4、世田谷3の各一部                                |      |
| 桜二丁目     | 1966年2月15日    | 1966年2月15日      | 世田谷4の一部                                           |      |
| 桜三丁目     | 1966年2月15日    | 1966年2月15日      | 世田谷4、世田谷1の各一部                                |      |
| 弦巻一丁目   | 1966年10月1日    | 1966年10月1日      | 弦巻町1、弦巻町2、上馬町2の各一部                       |      |
| 弦巻二丁目   | 1966年10月1日    | 1966年10月1日      | 弦巻町1、弦巻町2、上馬町3の各一部                       |      |
| 弦巻三丁目   | 1966年10月1日    | 1966年10月1日      | 弦巻町2、弦巻町3の各一部                                |      |
| 弦巻四丁目   | 1966年10月1日    | 1966年10月1日      | 弦巻町2、弦巻町3の各一部                                |      |
| 弦巻五丁目   | 1966年10月1日    | 1966年10月1日      | 世田谷4の全部と弦巻町2、弦巻町3、世田谷1、新町3の各一部 |      |

##### 経堂まちづくりセンター管内
| 町名       | 町区域新設年月日 | 住居表示実施年月日 | 住居表示実施前の町名など            | 備考 |
| ---------- | ---------------- | ------------------ | ----------------------------------- | ---- |
| 宮坂一丁目 | 1966年2月15日    | 1966年2月15日      | 世田谷3の一部                       |      |
| 宮坂二丁目 | 1966年2月15日    | 1966年2月15日      | 世田谷3の一部                       |      |
| 宮坂三丁目 | 1966年2月15日    | 1966年2月15日      | 世田谷3、赤堤町1、上北沢町1の各一部 |      |
| 桜丘一丁目 | 1966年2月15日    | 1966年2月15日      | 世田谷5、世田谷4の各一部            |      |
| 桜丘二丁目 | 1966年2月15日    | 1966年2月15日      | 世田谷5、経堂町の各一部             |      |
| 桜丘三丁目 | 1966年2月15日    | 1966年2月15日      | 世田谷5の一部                       |      |
| 桜丘四丁目 | 1966年2月15日    | 1966年2月15日      | 世田谷5、砧町の各一部               |      |
| 桜丘四丁目 | 1966年2月15日    | 1967年6月1日       | 世田谷5の一部                       |      |
| 桜丘五丁目 | 1968年3月15日    | 1968年3月15日      | 世田谷5、船橋町、砧町の各一部       |      |
| 経堂一丁目 | 1967年6月1日     | 1967年6月1日       | 経堂町、世田谷3の各一部             |      |
| 経堂二丁目 | 1967年6月1日     | 1967年6月1日       | 経堂町、世田谷3の各一部             |      |
| 経堂三丁目 | 1967年6月1日     | 1967年6月1日       | 経堂町の一部                        |      |
| 経堂四丁目 | 1967年6月1日     | 1967年6月1日       | 経堂町、世田谷5の各一部             |      |
| 経堂五丁目 | 1967年6月1日     | 1967年6月1日       | 経堂町、世田谷3の各一部             |      |

##### 下馬まちづくりセンター管内
| 町名       | 町区域新設年月日 | 住居表示実施年月日 | 住居表示実施前の町名など                             | 備考 |
| ---------- | ---------------- | ------------------ | ---------------------------------------------------- | ---- |
| 下馬一丁目 | 1968年7月15日    | 1968年7月15日      | 下馬町1の一部                                        |      |
| 下馬二丁目 | 1968年7月15日    | 1968年7月15日      | 下馬町1、池尻町、三宿町、三軒茶屋町、上馬町1の各一部 |      |
| 下馬三丁目 | 1968年7月15日    | 1968年7月15日      | 下馬町3、上馬町1の各一部                             |      |
| 下馬四丁目 | 1968年7月15日    | 1968年7月15日      | 下馬町3の一部                                        |      |
| 下馬五丁目 | 1968年7月15日    | 1968年7月15日      | 下馬町2、下馬町3の各一部                             |      |
| 下馬六丁目 | 1968年7月15日    | 1968年7月15日      | 下馬町2、下馬町3の各一部                             |      |
| 野沢一丁目 | 1967年2月1日     | 1967年2月1日       | 野沢町1、上馬町1の各一部                             |      |
| 野沢二丁目 | 1967年2月1日     | 1967年2月1日       | 野沢町1、野沢町2、下馬町3の各一部                    |      |
| 野沢三丁目 | 1967年2月1日     | 1967年2月1日       | 野沢町2の一部                                        |      |
| 野沢四丁目 | 1967年2月1日     | 1967年2月1日       | 野沢町1の一部                                        |      |

##### 上馬まちづくりセンター管内
| 町名       | 町区域新設年月日 | 住居表示実施年月日 | 住居表示実施前の町名など                | 備考 |
| ---------- | ---------------- | ------------------ | --------------------------------------- | ---- |
| 上馬一丁目 | 1967年2月1日     | 1967年2月1日       | 上馬町1の一部                           |      |
| 上馬二丁目 | 1967年2月1日     | 1967年2月1日       | 上馬町1の一部                           |      |
| 上馬三丁目 | 1967年2月1日     | 1967年2月1日       | 上馬町1の一部                           |      |
| 上馬四丁目 | 1967年2月1日     | 1967年2月1日       | 上馬町1、上馬町2の各一部                |      |
| 上馬五丁目 | 1967年2月1日     | 1967年2月1日       | 上馬町2、世田谷1の各一部                |      |
| 駒沢一丁目 | 1967年7月1日     | 1967年7月1日       | 上馬町3、深沢町1、新町1の各一部         |      |
| 駒沢二丁目 | 1967年7月1日     | 1967年7月1日       | 上馬町2の全部と上馬町1、上馬町3の各一部 |      |

##### 梅丘まちづくりセンター管内
| 町名         | 町区域新設年月日 | 住居表示実施年月日 | 住居表示実施前の町名など          | 備考 |
| ------------ | ---------------- | ------------------ | --------------------------------- | ---- |
| 代田一丁目   | 1964年9月15日    | 1964年9月15日      | 代田1の一部                       |      |
| 代田二丁目   | 1964年9月15日    | 1964年9月15日      | 代田1、代田2の各一部              |      |
| 代田三丁目   | 1964年9月15日    | 1964年9月15日      | 代田1、代田2の各一部              |      |
| 梅丘一丁目   | 1966年2月15日    | 1966年2月15日      | 世田谷2の一部                     |      |
| 梅丘二丁目   | 1966年2月15日    | 1966年2月15日      | 世田谷2、世田谷1、若林町の各一部  |      |
| 梅丘三丁目   | 1968年7月15日    | 1968年7月15日      | 世田谷2、若林町の各一部           |      |
| 豪徳寺一丁目 | 1966年2月15日    | 1966年2月15日      | 世田谷2、世田谷3、赤堤町1の各一部 |      |
| 豪徳寺二丁目 | 1966年2月15日    | 1966年2月15日      | 世田谷2、世田谷1の各一部          |      |

##### 代沢まちづくりセンター管内
| 町名       | 町区域新設年月日 | 住居表示実施年月日 | 住居表示実施前の町名など           | 備考                 |
| ---------- | ---------------- | ------------------ | ---------------------------------- | -------------------- |
| 代沢一丁目 | 1964年2月1日     | 1964年2月1日       | 下代田町、北沢2の各一部            |                      |
| 代沢二丁目 | 1964年2月1日     | 1964年2月1日       | 北沢2の一部                        |                      |
| 代沢三丁目 | 1964年2月1日     | 1964年2月1日       | 下代田町、北沢1、北沢2の各一部     |                      |
| 代沢四丁目 | 1964年2月1日     | 1964年2月1日       | 下代田町、北沢1の各一部            |                      |
| 代沢五丁目 | 1964年2月1日     | 1964年2月1日       | 北沢1、北沢2、北沢3、代田2の各一部 |                      |
| 池尻四丁目 | 1971年9月1日     | 1971年9月1日       | 池尻町、三宿町、下代田町の各全部   | 33〜39番街区に限る。 |

##### 新代田まちづくりセンター管内
| 町名         | 町区域新設年月日 | 住居表示実施年月日 | 住居表示実施前の町名など                 | 備考 |
| ------------ | ---------------- | ------------------ | ---------------------------------------- | ---- |
| 羽根木一丁目 | 1964年11月1日    | 1964年11月1日      | 羽根木町、大原町、代田2、松原町4の各一部 |      |
| 羽根木二丁目 | 1964年11月1日    | 1964年11月1日      | 羽根木町、松原町4の各一部                |      |
| 大原一丁目   | 1964年11月1日    | 1964年11月1日      | 大原町、羽根木町の各一部                 |      |
| 大原二丁目   | 1964年11月1日    | 1964年11月1日      | 大原町、松原町1の各一部                  |      |
| 代田四丁目   | 1964年9月15日    | 1964年9月15日      | 代田1、代田2、松原町4の各一部            |      |
| 代田五丁目   | 1964年9月15日    | 1964年9月15日      | 代田2の一部                              |      |
| 代田六丁目   | 1964年9月15日    | 1964年9月15日      | 代田2の一部                              |      |

##### 北沢まちづくりセンター管内
| 町名       | 町区域新設年月日 | 住居表示実施年月日 | 住居表示実施前の町名など       | 備考 |
| ---------- | ---------------- | ------------------ | ------------------------------ | ---- |
| 北沢一丁目 | 1964年2月1日     | 1964年2月1日       | 北沢2、北沢4、下代田町の各一部 |      |
| 北沢二丁目 | 1964年2月1日     | 1964年2月1日       | 北沢2、北沢3、北沢4の各一部    |      |
| 北沢三丁目 | 1964年2月1日     | 1964年2月1日       | 北沢3、北沢4の各一部           |      |
| 北沢四丁目 | 1964年2月1日     | 1964年2月1日       | 北沢3、北沢5の各一部           |      |
| 北沢五丁目 | 1964年2月1日     | 1964年2月1日       | 北沢5の一部                    |      |

##### 松原まちづくりセンター管内
| 町名       | 町区域新設年月日 | 住居表示実施年月日 | 住居表示実施前の町名など                        | 備考 |
| ---------- | ---------------- | ------------------ | ----------------------------------------------- | ---- |
| 松原一丁目 | 1964年11月1日    | 1964年11月1日      | 羽根木町、松原町1、松原町2、松原町4の各一部     |      |
| 松原二丁目 | 1965年2月1日     | 1965年2月1日       | 松原町2の一部                                   |      |
| 松原三丁目 | 1965年2月1日     | 1965年2月1日       | 松原町3、赤堤町2の各一部                        |      |
| 松原四丁目 | 1965年2月1日     | 1965年2月1日       | 松原町3の一部                                   |      |
| 松原五丁目 | 1965年2月1日     | 1965年2月1日       | 羽根木町の全部と松原町2、松原町4、代田2の各一部 |      |
| 松原六丁目 | 1965年2月1日     | 1965年2月1日       | 松原町4、代田2の各一部                          |      |

##### 松沢まちづくりセンター管内
| 町名         | 町区域新設年月日 | 住居表示実施年月日 | 住居表示実施前の町名など                    | 備考 |
| ------------ | ---------------- | ------------------ | ------------------------------------------- | ---- |
| 赤堤一丁目   | 1965年4月1日     | 1965年4月1日       | 赤堤町1、世田谷2、世田谷3の各一部           |      |
| 赤堤二丁目   | 1965年4月1日     | 1965年4月1日       | 松原町4の全部と赤堤町1、松原町3の各一部     |      |
| 赤堤三丁目   | 1965年4月1日     | 1965年4月1日       | 赤堤町1、赤堤町2、上北沢町1の各一部         |      |
| 赤堤四丁目   | 1965年4月1日     | 1965年4月1日       | 赤堤町2、松原町3の各一部                    |      |
| 赤堤五丁目   | 1965年4月1日     | 1965年4月1日       | 赤堤町2、上北沢町1の各一部                  |      |
| 桜上水一丁目 | 1966年10月1日    | 1966年10月1日      | 世田谷3の全部及び上北沢町1の一部            |      |
| 桜上水二丁目 | 1966年10月1日    | 1966年10月1日      | 上北沢町1、上北沢町2の各一部                |      |
| 桜上水三丁目 | 1966年10月1日    | 1966年10月1日      | 上北沢町1の一部                             |      |
| 桜上水四丁目 | 1966年10月1日    | 1966年10月1日      | 赤堤町2の全部と上北沢町1、上北沢町2の各一部 |      |
| 桜上水五丁目 | 1966年10月1日    | 1966年10月1日      | 上北沢町2の一部                             |      |

##### 奥沢まちづくりセンター管内
| 町名         | 町区域新設年月日 | 住居表示実施年月日 | 住居表示実施前の町名など | 備考 |
| ------------ | ---------------- | ------------------ | ------------------------ | ---- |
| 東玉川一丁目 | 1967年6月1日     | 1967年6月1日       | 東玉川町の一部           |      |
| 東玉川二丁目 | 1967年6月1日     | 1967年6月1日       | 東玉川町の一部           |      |
| 奥沢一丁目   | 1970年3月1日     | 1970年3月1日       | 玉川奥沢町1の一部        |      |
| 奥沢二丁目   | 1970年3月1日     | 1970年3月1日       | 玉川奥沢町1の一部        |      |
| 奥沢三丁目   | 1970年3月1日     | 1970年3月1日       | 玉川奥沢町1の一部        |      |

##### 九品仏まちづくりセンター管内
| 町名               | 町区域新設年月日 | 住居表示実施年月日 | 住居表示実施前の町名など                         | 備考 |
| ------------------ | ---------------- | ------------------ | ------------------------------------------------ | ---- |
| 奥沢四丁目         | 1970年3月1日     | 1970年3月1日       | 玉川奥沢町2、玉川田園調布2の各一部               |      |
| 奥沢五丁目         | 1970年3月1日     | 1970年3月1日       | 玉川奥沢町2、玉川田園調布2の各一部               |      |
| 奥沢六丁目         | 1970年3月1日     | 1970年3月1日       | 玉川奥沢町3の一部                                |      |
| 奥沢七丁目         | 1970年3月1日     | 1970年3月1日       | 玉川奥沢町3、玉川等々力町3の各一部               |      |
| 奥沢八丁目         | 1970年3月1日     | 1970年3月1日       | 玉川奥沢町3の一部                                |      |
| 玉川田園調布一丁目 | 1970年3月1日     | 1970年3月1日       | 玉川田園調布1、玉川田園調布2、玉川尾山町の各一部 |      |
| 玉川田園調布二丁目 | 1970年3月1日     | 1970年3月1日       | 玉川田園調布2、玉川奥沢町2、玉川奥沢町3の各一部  |      |

##### 等々力まちづくりセンター管内
| 町名         | 町区域新設年月日 | 住居表示実施年月日 | 住居表示実施前の町名など                            | 備考 |
| ------------ | ---------------- | ------------------ | --------------------------------------------------- | ---- |
| 玉堤一丁目   | 1968年3月15日    | 1968年3月15日      | 玉川等々力町1、玉川尾山町の各一部                   |      |
| 玉堤二丁目   | 1968年3月15日    | 1968年3月15日      | 玉川等々力町1の一部                                 |      |
| 玉堤二丁目   | 1968年3月15日    | 1970年3月1日       | 玉川等々力町1の一部                                 |      |
| 等々力一丁目 | 1970年3月1日     | 1970年3月1日       | 玉川等々力町1、玉川尾山町の各一部                   |      |
| 等々力二丁目 | 1970年3月1日     | 1970年3月1日       | 玉川等々力町1、玉川等々力町2、玉川中町1の各一部     |      |
| 等々力三丁目 | 1970年3月1日     | 1970年3月1日       | 玉川等々力町2、玉川中町1の各一部                    |      |
| 等々力四丁目 | 1970年3月1日     | 1970年3月1日       | 玉川等々力町2の一部                                 |      |
| 等々力五丁目 | 1970年3月1日     | 1970年3月1日       | 玉川等々力町2の一部                                 |      |
| 等々力六丁目 | 1970年3月1日     | 1970年3月1日       | 玉川等々力町3の一部                                 |      |
| 等々力七丁目 | 1970年3月1日     | 1970年3月1日       | 深沢町2の全部と玉川等々力町2、玉川等々力町3の各一部 |      |
| 等々力八丁目 | 1970年3月1日     | 1970年3月1日       | 玉川等々力町3、玉川中町1、玉川中町2の各一部         |      |
| 尾山台一丁目 | 1970年3月1日     | 1970年3月1日       | 玉川田園調布1、玉川奥沢町3、玉川尾山町の各一部      |      |
| 尾山台二丁目 | 1970年3月1日     | 1970年3月1日       | 玉川尾山町の一部                                    |      |
| 尾山台三丁目 | 1970年3月1日     | 1970年3月1日       | 玉川奥沢町3、玉川等々力町1の各一部                  |      |

##### 上野毛まちづくりセンター管内
| 町名         | 町区域新設年月日 | 住居表示実施年月日 | 住居表示実施前の町名など                               | 備考 |
| ------------ | ---------------- | ------------------ | ------------------------------------------------------ | ---- |
| 上野毛一丁目 | 1969年2月1日     | 1969年2月1日       | 玉川上野毛町、玉川野毛町、玉川中町1、玉川中町2の各一部 |      |
| 上野毛二丁目 | 1969年2月1日     | 1969年2月1日       | 玉川上野毛町、玉川野毛町、玉川町の各一部               |      |
| 上野毛三丁目 | 1969年2月1日     | 1969年2月1日       | 玉川上野毛町、玉川町、玉川瀬田町の各一部               |      |
| 上野毛四丁目 | 1969年2月1日     | 1969年2月1日       | 玉川上野毛町、玉川中町2、玉川瀬田町の各一部            |      |
| 野毛一丁目   | 1969年2月1日     | 1969年2月1日       | 玉川野毛町、玉川等々力町1の各一部                      |      |
| 野毛二丁目   | 1969年2月1日     | 1969年2月1日       | 玉川野毛町の一部                                       |      |
| 野毛三丁目   | 1969年2月1日     | 1969年2月1日       | 玉川野毛町、玉川上野毛町の各一部                       |      |
| 中町一丁目   | 1969年2月1日     | 1969年2月1日       | 玉川中町1、玉川野毛町の各一部                          |      |
| 中町二丁目   | 1969年2月1日     | 1969年2月1日       | 玉川中町1、玉川等々力町2の各一部                       |      |
| 中町三丁目   | 1969年2月1日     | 1969年2月1日       | 玉川中町2の一部                                        |      |
| 中町四丁目   | 1969年2月1日     | 1969年2月1日       | 玉川中町2、玉川上野毛町の各一部                        |      |
| 中町五丁目   | 1969年2月1日     | 1969年2月1日       | 玉川中町2の一部                                        |      |

##### 用賀まちづくりセンター管内
| 町名         | 町区域新設年月日 | 住居表示実施年月日 | 住居表示実施前の町名など                           | 備考 |
| ------------ | ---------------- | ------------------ | -------------------------------------------------- | ---- |
| 上用賀一丁目 | 1968年3月15日    | 1968年3月15日      | 玉川用賀町2の一部                                  |      |
| 上用賀二丁目 | 1968年3月15日    | 1968年3月15日      | 玉川用賀町2、玉川用賀町3の各一部                   |      |
| 上用賀三丁目 | 1968年3月15日    | 1968年3月15日      | 玉川用賀町2、玉川用賀町3の各一部                   |      |
| 上用賀四丁目 | 1968年3月15日    | 1968年3月15日      | 玉川用賀町3の一部                                  |      |
| 上用賀五丁目 | 1968年3月15日    | 1968年3月15日      | 玉川用賀町2、玉川用賀町3の各一部                   |      |
| 上用賀六丁目 | 1968年3月15日    | 1968年3月15日      | 世田谷5、玉川瀬田町、玉川用賀町3の各一部           |      |
| 用賀一丁目   | 1971年9月1日     | 1971年9月1日       | 玉川中町2の全部と玉川用賀町1、玉川上野毛町の各一部 |      |
| 用賀二丁目   | 1971年9月1日     | 1971年9月1日       | 玉川用賀町1の一部                                  |      |
| 用賀三丁目   | 1971年9月1日     | 1971年9月1日       | 玉川用賀町1、玉川用賀町2の各一部                   |      |
| 用賀四丁目   | 1971年9月1日     | 1971年9月1日       | 玉川用賀町1、玉川用賀町2の各一部                   |      |
| 玉川台一丁目 | 1971年9月1日     | 1971年9月1日       | 玉川瀬田町、玉川用賀町1の各一部                    |      |
| 玉川台二丁目 | 1971年9月1日     | 1971年9月1日       | 玉川瀬田町、玉川用賀町1、玉川用賀町2の各一部       |      |

##### 二子玉川まちづくりセンター管内
| 町名       | 町区域新設年月日 | 住居表示実施年月日 | 住居表示実施前の町名など                           | 備考 |
| ---------- | ---------------- | ------------------ | -------------------------------------------------- | ---- |
| 玉川一丁目 | 1968年7月15日    | 1968年7月15日      | 玉川町の一部                                       |      |
| 玉川二丁目 | 1968年7月15日    | 1968年7月15日      | 玉川町の一部                                       |      |
| 玉川三丁目 | 1968年7月15日    | 1968年7月15日      | 玉川町、鎌田町の各一部                             |      |
| 玉川四丁目 | 1968年7月15日    | 1968年7月15日      | 玉川町、玉川瀬田町、大蔵町、鎌田町、岡本町の各一部 |      |
| 瀬田一丁目 | 1971年9月1日     | 1971年9月1日       | 玉川瀬田町の一部                                   |      |
| 瀬田二丁目 | 1971年9月1日     | 1971年9月1日       | 玉川瀬田町の一部                                   |      |
| 瀬田三丁目 | 1971年9月1日     | 1971年9月1日       | 玉川瀬田町、玉川上野毛町、玉川用賀町1の各一部      |      |
| 瀬田四丁目 | 1971年9月1日     | 1971年9月1日       | 玉川瀬田町、岡本町の各一部                         |      |
| 瀬田五丁目 | 1971年9月1日     | 1971年9月1日       | 玉川瀬田町、岡本町の各一部                         |      |

##### 深沢まちづくりセンター管内
| 町名         | 町区域新設年月日 | 住居表示実施年月日 | 住居表示実施前の町名など                  | 備考 |
| ------------ | ---------------- | ------------------ | ----------------------------------------- | ---- |
| 駒沢三丁目   | 1967年11月1日    | 1967年11月1日      | 弦巻町1の全部と上馬町3、新町1の各一部     |      |
| 駒沢四丁目   | 1967年11月1日    | 1967年11月1日      | 新町1の一部                               |      |
| 駒沢五丁目   | 1967年11月1日    | 1967年11月1日      | 深沢町1、深沢町2の各一部                  |      |
| 駒沢公園     | 1967年11月1日    | 1967年11月1日      | 上馬町3、深沢町1、深沢町2、新町1の各一部  |      |
| 新町一丁目   | 1967年11月1日    | 1967年11月1日      | 深沢町3、深沢町4、新町2の各一部           |      |
| 新町二丁目   | 1967年11月1日    | 1967年11月1日      | 深沢町4、新町1、新町2の各一部             |      |
| 新町三丁目   | 1967年11月1日    | 1967年11月1日      | 新町2の一部                               |      |
| 桜新町一丁目 | 1968年3月15日    | 1968年3月15日      | 深沢町4、新町2、新町3の各一部             |      |
| 桜新町二丁目 | 1968年3月15日    | 1968年3月15日      | 弦巻町3の全部と新町2、新町3の各一部       |      |
| 深沢一丁目   | 1968年3月15日    | 1968年3月15日      | 深沢町1、玉川等々力町3の各一部            |      |
| 深沢二丁目   | 1968年3月15日    | 1968年3月15日      | 深沢町1の一部                             |      |
| 深沢三丁目   | 1968年3月15日    | 1968年3月15日      | 深沢町2、玉川等々力町3の各一部            |      |
| 深沢四丁目   | 1968年3月15日    | 1968年3月15日      | 深沢町2の一部                             |      |
| 深沢五丁目   | 1968年3月15日    | 1968年3月15日      | 深沢町3、玉川等々力町3、玉川中町2の各一部 |      |
| 深沢六丁目   | 1968年3月15日    | 1968年3月15日      | 深沢町3の一部                             |      |
| 深沢七丁目   | 1968年3月15日    | 1968年3月15日      | 深沢町3、深沢町4、玉川中町2の各一部       |      |
| 深沢八丁目   | 1968年3月15日    | 1968年3月15日      | 深沢町4の一部                             |      |

##### 成城まちづくりセンター管内
| 町名       | 町区域新設年月日 | 住居表示実施年月日 | 住居表示実施前の町名など               | 備考 |
| ---------- | ---------------- | ------------------ | -------------------------------------- | ---- |
| 成城一丁目 | 1970年3月1日     | 1970年3月1日       | 成城町、砧町、喜多見町、大蔵町の各一部 |      |
| 成城二丁目 | 1970年3月1日     | 1970年3月1日       | 成城町、砧町の各一部                   |      |
| 成城三丁目 | 1970年3月1日     | 1970年3月1日       | 成城町、喜多見町の各一部               |      |
| 成城四丁目 | 1970年3月1日     | 1970年3月1日       | 成城町、喜多見町の各一部               |      |
| 成城五丁目 | 1970年3月1日     | 1970年3月1日       | 成城町の一部                           |      |
| 成城六丁目 | 1970年3月1日     | 1970年3月1日       | 成城町、祖師谷2の各一部                |      |
| 成城七丁目 | 1970年3月1日     | 1970年3月1日       | 成城町、祖師谷2の各一部                |      |
| 成城八丁目 | 1970年3月1日     | 1970年3月1日       | 成城町、祖師谷2の各一部                |      |
| 成城九丁目 | 1970年3月1日     | 1970年3月1日       | 成城町、祖師谷1、祖師谷2の各一部       |      |

##### 祖師谷まちづくりセンター管内
| 町名         | 町区域新設年月日 | 住居表示実施年月日 | 住居表示実施前の町名など                             | 備考 |
| ------------ | ---------------- | ------------------ | ---------------------------------------------------- | ---- |
| 祖師谷一丁目 | 1971年9月1日     | 1971年9月1日       | 祖師谷2、砧町の各一部                                |      |
| 祖師谷二丁目 | 1971年9月1日     | 1971年9月1日       | 祖師谷2の一部                                        |      |
| 祖師谷三丁目 | 1971年9月1日     | 1971年9月1日       | 成城町の全部と祖師谷2、砧町の各一部                  |      |
| 祖師谷四丁目 | 1971年9月1日     | 1971年9月1日       | 祖師谷2の一部                                        |      |
| 祖師谷五丁目 | 1971年9月1日     | 1971年9月1日       | 祖師谷2の一部                                        |      |
| 祖師谷六丁目 | 1971年9月1日     | 1971年9月1日       | 祖師谷1の全部と祖師谷2の一部                         |      |
| 千歳台一丁目 | 1971年9月1日     | 1971年9月1日       | 世田谷5の全部と廻沢町、祖師谷2、船橋町、砧町の各一部 |      |
| 千歳台二丁目 | 1971年9月1日     | 1971年9月1日       | 廻沢町、祖師谷2の各一部                              |      |

##### 船橋まちづくりセンター管内
| 町名         | 町区域新設年月日 | 住居表示実施年月日 | 住居表示実施前の町名など        | 備考 |
| ------------ | ---------------- | ------------------ | ------------------------------- | ---- |
| 千歳台三丁目 | 1971年9月1日     | 1971年9月1日       | 廻沢町、船橋町の各一部          |      |
| 千歳台四丁目 | 1971年9月1日     | 1971年9月1日       | 廻沢町、船橋町の各一部          |      |
| 千歳台五丁目 | 1971年9月1日     | 1971年9月1日       | 廻沢町の一部                    |      |
| 千歳台六丁目 | 1971年9月1日     | 1971年9月1日       | 粕谷町の全部と廻沢町の一部      |      |
| 船橋一丁目   | 1969年2月1日     | 1969年2月1日       | 船橋町、経堂町、世田谷5の各一部 |      |
| 船橋二丁目   | 1969年2月1日     | 1969年2月1日       | 船橋町、廻沢町の各一部          |      |
| 船橋三丁目   | 1969年2月1日     | 1969年2月1日       | 船橋町の一部                    |      |
| 船橋四丁目   | 1969年2月1日     | 1969年2月1日       | 船橋町、廻沢町の各一部          |      |
| 船橋五丁目   | 1969年2月1日     | 1969年2月1日       | 船橋町、八幡山町の各一部        |      |
| 船橋六丁目   | 1969年2月1日     | 1969年2月1日       | 船橋町、八幡山町の各一部        |      |
| 船橋七丁目   | 1969年2月1日     | 1969年2月1日       | 船橋町、廻沢町の各一部          |      |

##### 喜多見まちづくりセンター管内
| 町名         | 町区域新設年月日 | 住居表示実施年月日 | 住居表示実施前の町名など           | 備考 |
| ------------ | ---------------- | ------------------ | ---------------------------------- | ---- |
| 喜多見一丁目 | 1971年5月1日     | 1971年5月1日       | 喜多見町、宇奈根町の各一部         |      |
| 喜多見二丁目 | 1971年5月1日     | 1971年5月1日       | 喜多見町の一部                     |      |
| 喜多見三丁目 | 1971年5月1日     | 1971年5月1日       | 喜多見町、宇奈根町、鎌田町の各一部 |      |
| 喜多見四丁目 | 1971年5月1日     | 1971年5月1日       | 喜多見町の一部                     |      |
| 喜多見五丁目 | 1971年5月1日     | 1971年5月1日       | 喜多見町の一部                     |      |
| 喜多見六丁目 | 1971年5月1日     | 1971年5月1日       | 喜多見町、大蔵町の各一部           |      |
| 喜多見七丁目 | 1971年5月1日     | 1971年5月1日       | 喜多見町の一部                     |      |
| 喜多見八丁目 | 1971年5月1日     | 1971年5月1日       | 喜多見町の一部                     |      |
| 喜多見九丁目 | 1971年5月1日     | 1971年5月1日       | 喜多見町の一部                     |      |
| 宇奈根一丁目 | 1971年5月1日     | 1971年5月1日       | 宇奈根町、鎌田町の各一部           |      |
| 宇奈根二丁目 | 1971年5月1日     | 1971年5月1日       | 宇奈根町、喜多見町の各一部         |      |
| 宇奈根三丁目 | 1971年5月1日     | 1971年5月1日       | 宇奈根町、鎌田町の各一部           |      |
| 鎌田一丁目   | 1971年5月1日     | 1971年5月1日       | 鎌田町の一部                       |      |
| 鎌田二丁目   | 1971年5月1日     | 1971年5月1日       | 鎌田町の一部                       |      |
| 鎌田三丁目   | 1971年5月1日     | 1971年5月1日       | 鎌田町、岡本町の各一部             |      |
| 鎌田四丁目   | 1971年5月1日     | 1971年5月1日       | 鎌田町、岡本町の各一部             |      |

##### 砧まちづくりセンター管内
| 町名       | 町区域新設年月日 | 住居表示実施年月日 | 住居表示実施前の町名など                                     | 備考 |
| ---------- | ---------------- | ------------------ | ------------------------------------------------------------ | ---- |
| 岡本一丁目 | 1968年10月1日    | 1968年10月1日      | 岡本町、玉川瀬田町の各一部                                   |      |
| 岡本二丁目 | 1968年10月1日    | 1968年10月1日      | 岡本町、鎌田町の各一部                                       |      |
| 岡本三丁目 | 1968年10月1日    | 1968年10月1日      | 岡本町、大蔵町の各一部                                       |      |
| 大蔵一丁目 | 1971年5月1日     | 1971年5月1日       | 大蔵町、玉川瀬田町、玉川用賀町3の各一部                      |      |
| 大蔵二丁目 | 1971年5月1日     | 1971年5月1日       | 大蔵町の一部                                                 |      |
| 大蔵三丁目 | 1971年5月1日     | 1971年5月1日       | 大蔵町の一部                                                 |      |
| 大蔵四丁目 | 1971年5月1日     | 1971年5月1日       | 大蔵町、岡本町の各一部                                       |      |
| 大蔵五丁目 | 1971年5月1日     | 1971年5月1日       | 大蔵町、喜多見町、鎌田町の各一部                             |      |
| 大蔵六丁目 | 1971年5月1日     | 1971年5月1日       | 大蔵町、鎌田町、岡本町の各一部                               |      |
| 砧一丁目   | 1971年5月1日     | 1971年5月1日       | 砧町、世田谷5の各一部                                        |      |
| 砧二丁目   | 1971年5月1日     | 1971年5月1日       | 砧町、世田谷5の各一部                                        |      |
| 砧三丁目   | 1971年5月1日     | 1971年5月1日       | 砧町の一部                                                   |      |
| 砧四丁目   | 1971年5月1日     | 1971年5月1日       | 砧町の一部                                                   |      |
| 砧五丁目   | 1971年5月1日     | 1971年5月1日       | 砧町の一部                                                   |      |
| 砧六丁目   | 1971年5月1日     | 1971年5月1日       | 砧町の一部                                                   |      |
| 砧七丁目   | 1971年5月1日     | 1971年5月1日       | 砧町、大蔵町の各一部                                         |      |
| 砧八丁目   | 1971年5月1日     | 1971年5月1日       | 砧町の一部                                                   |      |
| 砧公園     | 1971年5月1日     | 1971年5月1日       | 玉川瀬田町、玉川用賀町2、玉川用賀町3、大蔵町、岡本町の各一部 |      |

##### 上北沢まちづくりセンター管内
| 町名         | 町区域新設年月日 | 住居表示実施年月日 | 住居表示実施前の町名など               | 備考 |
| ------------ | ---------------- | ------------------ | -------------------------------------- | ---- |
| 上北沢一丁目 | 1966年10月1日    | 1966年10月1日      | 上北沢町2の一部                        |      |
| 上北沢二丁目 | 1966年10月1日    | 1966年10月1日      | 上北沢町2、上北沢町3の各一部           |      |
| 上北沢三丁目 | 1966年10月1日    | 1966年10月1日      | 上北沢町3の一部                        |      |
| 上北沢四丁目 | 1966年10月1日    | 1966年10月1日      | 上北沢町2、上北沢町3の各一部           |      |
| 上北沢五丁目 | 1966年10月1日    | 1966年10月1日      | 上北沢町3の一部                        |      |
| 八幡山一丁目 | 1969年2月1日     | 1969年2月1日       | 八幡山町、船橋町の各一部               |      |
| 八幡山二丁目 | 1969年2月1日     | 1969年2月1日       | 八幡山町、船橋町、粕谷町の各一部       |      |
| 八幡山三丁目 | 1970年3月1日     | 1970年3月1日       | 八幡山町の全部と粕谷町、烏山町の各一部 |      |

##### 上祖師谷まちづくりセンター管内
| 町名           | 町区域新設年月日 | 住居表示実施年月日 | 住居表示実施前の町名など        | 備考 |
| -------------- | ---------------- | ------------------ | ------------------------------- | ---- |
| 上祖師谷一丁目 | 1970年9月1日     | 1970年9月1日       | 祖師谷1、給田町、烏山町の各一部 |      |
| 上祖師谷二丁目 | 1970年9月1日     | 1970年9月1日       | 祖師谷1の一部                   |      |
| 上祖師谷三丁目 | 1970年9月1日     | 1970年9月1日       | 祖師谷1、祖師谷2の各一部        |      |
| 上祖師谷四丁目 | 1970年9月1日     | 1970年9月1日       | 祖師谷1、祖師谷2の各一部        |      |
| 上祖師谷五丁目 | 1970年9月1日     | 1970年9月1日       | 祖師谷1の一部                   |      |
| 上祖師谷六丁目 | 1970年9月1日     | 1970年9月1日       | 祖師谷1の一部                   |      |
| 上祖師谷七丁目 | 1970年9月1日     | 1970年9月1日       | 祖師谷1、給田町の各一部         |      |
| 粕谷一丁目     | 1970年11月1日    | 1970年11月1日      | 粕谷町、船橋町、廻沢町の各一部  |      |
| 粕谷二丁目     | 1970年11月1日    | 1970年11月1日      | 粕谷町、烏山町の各一部          |      |
| 粕谷三丁目     | 1970年11月1日    | 1970年11月1日      | 粕谷町、祖師谷1、廻沢町の各一部 |      |
| 粕谷四丁目     | 1970年11月1日    | 1970年11月1日      | 粕谷町、烏山町の各一部          |      |

##### 烏山まちづくりセンター管内
| 町名         | 町区域新設年月日 | 住居表示実施年月日 | 住居表示実施前の町名など | 備考 |
| ------------ | ---------------- | ------------------ | ------------------------ | ---- |
| 給田一丁目   | 1970年9月1日     | 1970年9月1日       | 給田町、祖師谷1の各一部  |      |
| 給田二丁目   | 1970年9月1日     | 1970年9月1日       | 給田町、祖師谷1の各一部  |      |
| 給田三丁目   | 1970年9月1日     | 1970年9月1日       | 給田町の一部             |      |
| 給田四丁目   | 1970年9月1日     | 1970年9月1日       | 給田町、烏山町の各一部   |      |
| 給田五丁目   | 1970年9月1日     | 1970年9月1日       | 給田町の一部             |      |
| 南烏山一丁目 | 1970年9月1日     | 1970年9月1日       | 烏山町の一部             |      |
| 南烏山二丁目 | 1970年9月1日     | 1970年9月1日       | 烏山町の一部             |      |
| 南烏山三丁目 | 1970年9月1日     | 1970年9月1日       | 烏山町の一部             |      |
| 南烏山四丁目 | 1970年9月1日     | 1970年9月1日       | 烏山町の一部             |      |
| 南烏山五丁目 | 1970年9月1日     | 1970年9月1日       | 烏山町の一部             |      |
| 南烏山六丁目 | 1970年9月1日     | 1970年9月1日       | 烏山町、給田町の各一部   |      |
| 北烏山一丁目 | 1970年9月1日     | 1970年9月1日       | 烏山町の一部             |      |
| 北烏山二丁目 | 1970年9月1日     | 1970年9月1日       | 烏山町の一部             |      |
| 北烏山三丁目 | 1970年9月1日     | 1970年9月1日       | 烏山町の一部             |      |
| 北烏山四丁目 | 1970年9月1日     | 1970年9月1日       | 烏山町の一部             |      |
| 北烏山五丁目 | 1970年9月1日     | 1970年9月1日       | 烏山町の一部             |      |
| 北烏山六丁目 | 1970年9月1日     | 1970年9月1日       | 烏山町の一部             |      |
| 北烏山七丁目 | 1970年9月1日     | 1970年9月1日       | 烏山町の一部             |      |
| 北烏山八丁目 | 1970年9月1日     | 1970年9月1日       | 烏山町の一部             |      |
| 北烏山九丁目 | 1970年9月1日     | 1970年9月1日       | 烏山町の一部             |      |

### 人口
世田谷区（に相当する地域）の国勢調査人口の変遷を以下に示す。
現・世田谷区の範囲（旧・東京府荏原郡世田ヶ谷町・駒沢町・松沢村・玉川村、北多摩郡砧村・千歳村の範囲）における国調人口は、1920年（大正9年）には39,952人と、現・東京23区に当てはめると16位相当に過ぎなかったが人口増加とともに順位も上がり、戦後は1955年（昭和30年）から1965年（昭和40年）の期間（23区中2位）以外は23区中1位となり、特に高度経済成長期に人口が著増した。しかし、高度経済成長末期になると人口増加が鈍化し始め、1970年（昭和45年）以降は80万人前後で横這いになった。特に、地価が高騰したバブル景気期には人口減少に見舞われた。1995年（平成7年）を底にして2000年代は再び増加傾向を見せており、2010年（平成22年）のそれは87万7138人、世帯数は44万8961世帯、人口密度は1万5102人/km2となった。
世田谷区の推計人口は、1932年（昭和7年）5月7日の区制施行時にはわずか133,249人であり、東京35区中で最少であったが83年後の2015年（平成27年）4月1日に初めて特別区として90万人を突破。この間での人口増加率は591.12%であり事実上の人口爆発とされている。2025年7月1日現在、東京23区中で最多の949,958人である（日本の市の人口順位参照）。
2005年（平成17年）の夜間人口は820,320人、昼間人口は736,040人であり、昼夜比は0.897倍と昼間に約1割減少するベッドタウン型の日内変動がある。全国と比べた年齢別の人口比率では、大学生辺りの年齢から40歳代半ばまでの比率が大きいが、未成年、および、40歳代半ばから80歳くらいまでの比率が小さい。
| |                                          |  |
| 世田谷区と全国の年齢別人口分布（2005年） | 世田谷区の年齢・男女別人口分布（2005年） |  |
| ■紫色 ― 世田谷区 ■緑色 ― 日本全国 | ■青色 ― 男性 ■赤色 ― 女性                |  |
| 世田谷区（に相当する地域）の人口の推移 \| 1970年（昭和45年） \| 787,338人 \| \| \| 1975年（昭和50年） \| 805,787人 \| \| \| 1980年（昭和55年） \| 797,292人 \| \| \| 1985年（昭和60年） \| 811,304人 \| \| \| 1990年（平成2年） \| 789,051人 \| \| \| 1995年（平成7年） \| 781,104人 \| \| \| 2000年（平成12年） \| 814,901人 \| \| \| 2005年（平成17年） \| 841,165人 \| \| \| 2010年（平成22年） \| 877,138人 \| \| \| 2015年（平成27年） \| 903,346人 \| \| \| 2020年（令和2年） \| 943,664人 \| \| |                                          |  |
| 総務省統計局 国勢調査より |                                          |  |
| 1970年（昭和45年） | 787,338人                                |  |
| 1975年（昭和50年） | 805,787人                                |  |
| 1980年（昭和55年） | 797,292人                                |  |
| 1985年（昭和60年） | 811,304人                                |  |
| 1990年（平成2年） | 789,051人                                |  |
| 1995年（平成7年） | 781,104人                                |  |
| 2000年（平成12年） | 814,901人                                |  |
| 2005年（平成17年） | 841,165人                                |  |
| 2010年（平成22年） | 877,138人                                |  |
| 2015年（平成27年） | 903,346人                                |  |
| 2020年（令和2年） | 943,664人                                |  |

#### 将来展望
世田谷区が行った将来人口推計（2021年）によると、今後も年0.4%程度での増加傾向が継続すると推計された。区の人口は、10年後の2031年には948,302人となる予測とされている。
| 結果     | 2031年    | 2036年    | 2042年      |
| -------- | --------- | --------- | ----------- |
| 基本推計 | 948,302人 | 966,579人 | 984,550人   |
| 高位推計 | 953,776人 | 976,576人 | 1,000,503人 |
| 低位推計 | 937,529人 | 947,823人 | 955,823人   |

外国人を含む

### 隣接自治体・行政区
東京都
- 杉並区
- 渋谷区
- 目黒区
- 大田区
- 三鷹市
- 調布市
- 狛江市

神奈川県
- 川崎市（多摩区・高津区・中原区）

## 歴史

### 近世以前
- 縄文時代当時の貝塚が多数存在する。
- 古墳時代以降、何らかの旧王朝・豪族の存在を疑われつつも、宅地開発が優先され歴史研究はほとんど行われていない。野毛大塚古墳、稲荷塚古墳、第六天塚古墳、玉川台古墳群、浅間神社古墳、亀山古墳、等々力三号横穴、砧大塚古墳などが公園となっている。他に世田谷区役所・国士舘大学の地下や砧中学校周辺、公園、宅地、商業地の地下など、数多の遺跡がある。古来より武蔵国にあり、当区区域は武蔵国多磨郡、荏原郡に属していた。

### 近世
江戸時代末期に両郡内に42の村々が存在し、御府内（江戸の市域・城下町）には含まれていない。

### 近・現代
明治・大正時代も旧東京市15区に含まれない地域であった。昭和時代の世界恐慌後に荏原郡および北多摩郡から旧東京市に編入され、「東京市世田谷区」となった。
- 1907年 現区域内初の鉄道として玉川電気鉄道（後の東急玉川線、廃止済）が開通する。
- 1922年 世田谷警察署が開設。
- 1936年 1940年東京オリンピック大会招致が決定し、メインスタジアム建設が駒沢に計画される（1938年に開催返上）。
- 1946年5月12日 米よこせ区民大会開催。大会後、皇居へのデモ行進が行なわれた[14]。
- 1952年 世田谷区教育委員会ができる。

- 1960年世田谷区役所第一庁舎竣工
- 1963年 環状七号線が開通する。

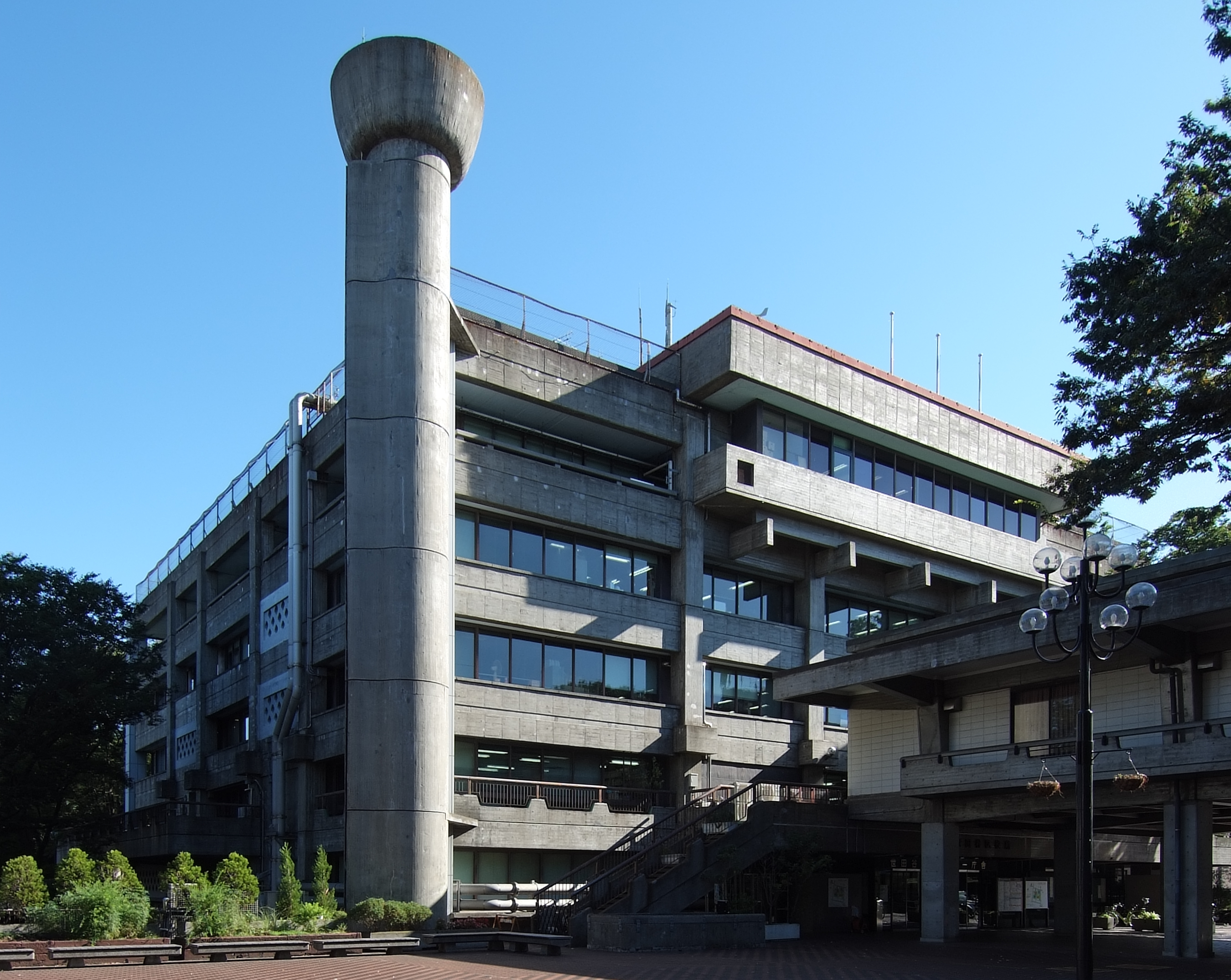
旧世田谷区役所

- 1964年 1964年東京オリンピック大会が開催され、区内の駒沢オリンピック公園や馬事公苑で競技が行われる。
- 1968年 区の鳥・花・木が決定される。
- 1969年世田谷区役所第二庁舎竣工
- 1981年 区歌「緑と風と翼」を制定。
- 1995年 防災行政無線が整備される。
- 2005年 21世紀せたがやのうた「おーい せたがや」を制定。

### 沿革
- 1871年 廃藩置県により現世田谷区の範囲の内、中部・東部の村々は東京府荏原郡に、西部の村々は神奈川県北多摩郡に属す。

北多摩郡については三多摩および多摩郡を参照
- 1889年 市町村制施行に伴い現世田谷区の範囲の内、荏原郡の村々は合併して世田ヶ谷村（後の世田ヶ谷町）・駒沢村（後の駒沢町）・松沢村・玉川村に、北多摩郡の村々は合併して砧村・千歳村になる。
- 1893年 三多摩（北多摩郡砧村・千歳村を含む）が神奈川県より東京府に編入される。
- 1932年 現世田谷区の範囲の内、荏原郡の町村は東京市に編入されて「東京市世田谷区」になる。発足当時の人口は、松澤村・世田ヶ谷町・駒澤町・玉川村133,249人を基準とする。
- 1936年 北多摩郡砧村・千歳村が東京市世田谷区に編入される[注釈 4]。
- 1943年 東京都制により7月1日より東京都世田谷区。
- 1947年 特別区としての世田谷区が従前と同一の区域をもって誕生。新制中学校ができる。

### 世田谷区内で発生した主な事件・社会問題など
- 中華青年会館殺人事件 - 1955年8月17日発生。中国人留学生寮「中華青年会館」で発生した強盗殺人・放火事件。被疑者は冤罪となった。
- 高島忠夫長男殺害事件 - 1964年8月24日発生。高島忠夫・寿美花代夫妻宅で夫妻の生後5か月の長男が住み込みの家政婦に殺害された事件。
- 津川雅彦長女誘拐事件 - 1974年8月15日発生。津川雅彦・朝丘雪路夫妻宅で夫妻の生後5か月の長女が誘拐された事件。
- 三井アルミ社長宅爆破事件 - 1977年6月30日発生。新左翼活動家・加藤三郎による三井アルミ社長宅の爆破事件。
- 机「9」文字事件 - 1988年2月21日発生。区立砧南中学校で犯人グループが警備員を監禁し、校舎内の机と椅子を「9」の字形になるように運動場に並べた。
- 警視庁独身寮爆破事件 - 1990年11月1-2日発生。新宿区内の警視庁の独身寮で爆弾が爆発し1人が死亡、7人が負傷。当区内の寮でも爆弾が発見された。未解決事件。
- 隼ちゃん事件 - 1997年11月28日発生。青信号で横断中だった小学2年生（8歳）の男子児童がダンプカーにひかれ死亡した事故。
- 東名高速飲酒運転事故 - 1999年11月28日発生。東名高速道路東京IC付近で飲酒運転のトラックが乗用車に追突、乗用車に乗っていた幼い姉妹が焼死した。
- 世田谷一家殺害事件 - 2000年12月30日発生。上祖師谷三丁目の会社員宅で一家4人が殺害された事件。未解決事件。
- 石井紘基刺殺事件 - 2002年10月25日発生。衆議院議員の石井紘基が右翼団体幹部により殺害された事件。
- 駒沢地区における空き家問題 - 2020年代から問題化。駒沢地区に密集している木造平屋建ての住宅11軒が長期間にわたり空き家となり、野良猫・タヌキ・ハクビシンなどの動物が住み着いており「アニマルハウス」などと呼ばれている[16]。

## 行政

### 区長
- 区長：保坂展人 （4期目）
- 任期：2023年（令和5年）4月27日から2027年（令和9年）4月26日まで[17]

#### 歴代区長
1. 桜井敏雄 （1932年10月 - ）
2. 岡野民徳 （1933年11月 - ）
3. 加藤清七 （1936年10月 - ）
4. 高田賢治郎 （1937年2月 - ）
5. 入江操 （1937年9月 - ）
6. 大倉勝馬 （1938年7月 - ）
7. 河野光星 （1942年9月 - ）
8. 富田繁 （1945年12月 - ）
9. 田村保 （1947年4月 - ）
10. 長島壮行 （1953年9月 - ）
11. 佐野保房 （1959年9月 - ）
12. 大場啓二 （1975年4月 - ）
13. 熊本哲之 （2003年4月 - ）
14. 保坂展人 （2011年4月 - ）

#### 区長選挙
2023年4月23日 最終投票率：46.10%
| 候補者名 | 当   | 政党   | 推薦       | 得票    |
| -------- | ---- | ------ | ---------- | ------- |
| 保坂展人 | 当選 | 無所属 |            | 186,553 |
| 内藤勇耶 |      | 無所属 | 自民、維新 | 147,361 |

2019年4月21日 最終投票率：43.02%
| 候補者名   | 当   | 政党   | 推薦 | 得票    |
| ---------- | ---- | ------ | ---- | ------- |
| 保坂展人   | 当選 | 無所属 |      | 189,640 |
| 三井美穂子 |      | 無所属 | 自民 | 120,898 |

2015年4月26日 最終投票率：42.83%
| 候補者名   | 当   | 政党   | 推薦       | 得票    |
| ---------- | ---- | ------ | ---------- | ------- |
| 保坂展人   | 当選 | 無所属 |            | 196,068 |
| 久保田英文 |      | 無所属 | 自民、公明 | 96,416  |

2011年4月24日 最終投票率：41.76%
| 候補者名 | 当   | 政党   | 推薦                   | 得票   |
| -------- | ---- | ------ | ---------------------- | ------ |
| 保坂展人 | 当選 | 無所属 | 社民、国民新、新党日本 | 83,983 |
| 花輪智史 |      | 無所属 | 自民                   | 78,444 |
| 川上和彦 |      | 無所属 |                        | 60,340 |
| 菅谷康子 |      | 無所属 | 民主、減税日本         | 40,831 |
| 慶野靖幸 |      | 無所属 | 共産                   | 9,963  |

### 政策
外国人差別禁止
外国人差別に特化した「苦情処理委員会」を設置。「苦情処理委員会」は、区長の諮問機関。外国人差別に特化した相談を区民から受け付ける。条例には「区長が必要に応じて適切な措置を講ずる」と定められた。苦情は、区の業務として処理される。条例制定後、世田谷区区役所内で「外国人差別を禁止した世田谷区の条例」を学ぶ勉強会が、開かれた。世田谷区の区議が条例の趣旨や制定過程を解説。勉強会には、川崎市をはじめ他自治体の市民や議員らが参加した 。
教育
かつては教職員の異動区域は区内が2分割されていたが、現在は異動区域は統一されている。2007年度、従来の教科の一つである「国語」に加え「日本語」という新教科を区内小中学校に導入している。
緑化
23区の中で緑の多い区として知られるが、集合住宅の開発増加により、緑被率は1986年の59.1%に比べ、2021年度には22.56%に減少している。2004年から資金調達の対策として地方債の「せたがや区民債」を発行している。
犯罪
世田谷区は、平成26年に犯罪認知件数8508件を記録し、東京都内で最も犯罪認知件数が多い自治体となった。区内で発生した大きな事件は#世田谷区内で発生した主な事件を参照。
区内の犯罪発生件数は概ね減少傾向にあるが、とくに車上荒らし、ひったくり、振り込め詐欺などの発生件数が多くなっている。

### 外郭団体や関連団体
- （福）世田谷区社会福祉事業団
- （福）世田谷区社会福祉協議会
- （財）世田谷保健センター
- （財）せたがや文化財団
- （財）世田谷区スポーツ振興財団
- （財）世田谷トラストまちづくり
- （財）世田谷区産業振興公社
- （社）世田谷区シルバー人材センター
- （株）世田谷サービス公社
- （福）世田谷ボランティア協会
- （株）エフエム世田谷
- 世田谷川場ふるさと公社（世田谷区民健康村）

### 役所
- 世田谷区役所

#### 総合支所
区内は行政上5つの地域に分けられ、各地域には総合支所が設置されている。総合支所は、特別地方公共団体である「区」の行政機能の一部を分担し、「地域の区役所」的な機能を果たす。
世田谷地域
世田谷総合支所 所在地：世田谷四丁目22番33号 区役所第3庁舎内
北沢地域
北沢総合支所 所在地：北沢二丁目8番18号 北沢タウンホール内 （北沢出張所を併設）
玉川地域
玉川総合支所 所在地：等々力三丁目4番1号 （等々力出張所を併設）
砧地域
砧総合支所 所在地：成城六丁目2番1号 （成城出張所を併設）
烏山地域
烏山総合支所 所在地：南烏山六丁目22番14号

## 議会

### 東京都議会
- 選挙区：世田谷区選挙区
- 定数：8人
- 任期：2021年7月23日 - 2025年7月22日
- 投票日：2021年7月4日
- 当日有権者数：761,047人
- 投票率：43.93％

| 候補者名   | 当落 | 年齢 | 党派名                   | 新旧別 | 得票数   |
| ---------- | ---- | ---- | ------------------------ | ------ | -------- |
| 福島理恵子 | 当   | 50   | 都民ファーストの会       | 現     | 43,096票 |
| 里吉ゆみ   | 当   | 54   | 日本共産党               | 現     | 34,225票 |
| 高久則男   | 当   | 58   | 公明党                   | 新     | 32,200票 |
| 小松大祐   | 当   | 43   | 自由民主党               | 現     | 26,486票 |
| 三宅茂樹   | 当   | 71   | 自由民主党               | 現     | 25,819票 |
| 山口拓     | 当   | 48   | 立憲民主党               | 現     | 25,644票 |
| 風間穣     | 当   | 48   | 立憲民主党               | 新     | 23,849票 |
| 土屋美和   | 当   | 43   | 自由民主党               | 新     | 22,040票 |
| 岡林裕佳   | 落   | 51   | 日本維新の会             | 新     | 19,954票 |
| 関口江利子 | 落   | 47   | 東京・生活者ネットワーク | 新     | 19,075票 |
| 木村基成   | 落   | 51   | 都民ファーストの会       | 現     | 17,207票 |
| 風澤純子   | 落   | 51   | れいわ新選組             | 新     | 16,344票 |
| 大場康宣   | 落   | 73   | 無所属                   | 現     | 7,925票  |
| 関口太一   | 落   | 45   | 国民民主党               | 元     | 7,859票  |
| 岸泰正     | 落   | 56   | 無所属                   | 新     | 2,896票  |
| サルサ岩渕 | 落   | 43   | 諸派                     | 新     | 1,962票  |
| 森里香     | 落   | 47   | 日本公益党               | 新     | 1,531票  |
| 油井史正   | 落   | 77   | 無所属                   | 新     | 585票    |

### 衆議院
東京都第5区
- 選挙区：東京5区（世田谷区の一部）
- 任期：2024年10月27日 - 2028年10月26日
- 当日有権者数：374,504人
- 投票率：58.41％

| 当落 | 候補者名 | 年齢 | 所属党派     | 新旧別 | 得票数   | 重複 |
| ---- | -------- | ---- | ------------ | ------ | -------- | ---- |
| 当   | 手塚仁雄 | 58   | 立憲民主党   | 前     | 83,016票 | ○    |
|      | 若宮健嗣 | 63   | 自由民主党   | 前     | 69,024票 | ○    |
|      | 稲葉太郎 | 40   | 日本維新の会 | 新     | 36,493票 | ○    |
|      | 塗木洋平 | 42   | 参政党       | 新     | 13,910票 |      |
|      | 林理麻   | 50   | 無所属       | 新     | 5,364票  | ×    |
|      | 松本健太 | 44   | 無所属       | 新     | 1,889票  | ×    |
|      | 福井健太 | 48   | 無所属       | 新     | 1,136票  | ×    |

東京都第6区
- 選挙区：東京6区（世田谷区の一部）
- 任期：2024年10月27日 - 2028年10月26日
- 当日有権者数：399,276人
- 投票率：58.82％

| 当落 | 候補者名 | 年齢 | 所属党派     | 新旧別 | 得票数    | 重複 |
| ---- | -------- | ---- | ------------ | ------ | --------- | ---- |
| 当   | 落合貴之 | 45   | 立憲民主党   | 前     | 107,222票 | ○    |
|      | 土屋美和 | 47   | 自由民主党   | 新     | 63,899票  | ○    |
|      | 河村建一 | 48   | 日本維新の会 | 新     | 32,887票  | ○    |
|      | 望月正謹 | 34   | 参政党       | 新     | 22,179票  | ○    |

## 対外関係

### 姉妹都市・提携都市

#### 海外
姉妹都市
- ウィニペグ市（カナダ連邦 マニトバ州）
1970年10月5日 - ウィニペグ市議会議場にて姉妹都市提携調印
- デープリング区（オーストリア共和国 ウィーン市）
1985年5月8日 - 世田谷区議会議場にて姉妹都市提携調印
- バンバリー市（オーストラリア連邦 西オーストラリア州）
1992年11月10日 - 世田谷区議会議場にて姉妹都市提携調印

#### 国内
交流都市
- 川場村（関東地方 群馬県）
群馬県の北部、沼田市の隣に位置しており、人口は4,051人（2003年現在）、面積は約85km2、スキー場と温泉で有名な観光地である。世田谷区とは1980年代初めから交流を続けており、1986年には村内に「世田谷区民健康村」が開村、すでに100万人を越える世田谷区民が宿泊するなど着実に成果を挙げている。また、小学5年生の宿泊学習の場としても活用されている。2002年には同村役場の研究会が世田谷区との合併について検討していることが新聞で報道され、大きな話題となった。

### 国家機関

#### 大使館
- アンゴラ共和国大使館
- カメルーン共和国大使館
- タンザニア連合共和国大使館
- マーシャル諸島共和国大使館
- モザンビーク共和国大使館
- ルワンダ共和国大使館

#### 名誉総領事館・名誉領事館
- セントビンセント及びグレナディーン諸島名誉領事館
- 中央アフリカ共和国名誉総領事館
- 東ティモール民主共和国名誉総領事館

## 国家機関

### 財務省・法務省
- 世田谷合同庁舎（若林四丁目）
  - 東京国税局世田谷税務署
  - 東京法務局世田谷出張所

### 防衛省
- 三宿駐屯地（池尻一丁目）
  - 自衛隊中央病院
  - 陸上自衛隊衛生学校
  - 防衛装備庁電子装備研究所
  - 防衛装備庁先進技術推進センター
- 用賀駐屯地（上用賀一丁目）
  - 陸上自衛隊関東補給処用賀支処

## 施設

### 警察
世田谷区には四つの警察署が存在する。いずれも警視庁第三方面本部管内に属する。
警察署
- 世田谷警察署（三軒茶屋二丁目4-4）
- 北沢警察署（松原六丁目4-14）
- 玉川警察署（中町二丁目9-22）
- 成城警察署（千歳台三丁目19-1）

### 消防
- 東京消防庁第三消防方面本部　（三軒茶屋二丁目33-21） ※世田谷消防署併設

消防署
- 世田谷消防署（三軒茶屋二丁目33-21）特別救助隊・救急隊1
  - 北沢出張所（北沢二丁目3-1）救急隊無
  - 宮の坂出張所（宮坂二丁目15-3）救急隊1
  - 松原出張所（松原六丁目26-21）特別消火中隊・救急隊1
  - 三宿出張所（三宿一丁目14-5）消防活動二輪部隊・救急隊1
  - 上北沢出張所（上北沢一丁目14-2）救急隊1
- 玉川消防署（中町三丁目1-19）救急隊1
  - 奥沢出張所（奥沢三丁目29-3）救急隊1
  - 用賀出張所（玉川台一丁目13-10）救急隊1
  - 新町出張所（新町一丁目22-11）特別消火中隊・救急隊1
- 成城消防署（成城一丁目21-14）救急隊1
  - 千歳出張所（千歳台四丁目29-9）救急隊1
  - 烏山出張所（南烏山六丁目14-12）特別消火中隊・救急隊1

### 医療
主な病院
- 国立成育医療研究センター：1965年11月1日に世界初の小児専門の総合医療を目的として開院した国立小児病院が統廃合を経て、新たに分野開拓して生まれた成育医療の観点から、2003年3月1日にハード・ソフト両面のモデルとして国立成育医療センター・同研究所の名称で開院した小児総合医療機関。2010年4月1日、独立行政法人化により改称。
- 東京都立松沢病院：1879年7月上野公園に設立された東京府癲狂院が起源。1919年11月、旧松沢村に移転したことにより東京府松沢病院となる。1943年現在の名称となる。設立当初から日本の精神科医療の中心となり、大きな役割を果してきた。東京都災害拠点病院。
- 自衛隊中央病院：1956年3月、陸上自衛隊、海上自衛隊および航空自衛隊の共同施設として設立。自衛隊関係者以外も受診することができる。
- 関東中央病院
- 至誠会第二病院
- 玉川病院
- 昭和医科大学烏山病院：1926年に森崎半治により設立。1951年に昭和医科大学に寄贈され、大学病院となる。2025年4月に現在の名称となる。

### 郵便局
区内の郵便物の集配は区内にある四つの郵便局で行っている。郵便番号（上3桁）は154・155・156・157・158。
集配郵便局
- 世田谷郵便局 - 〒154（北沢、代田、代沢は〒155）の区域を担当。三軒茶屋に所在。
- 千歳郵便局 - 〒156の区域を担当。経堂に所在。
- 成城郵便局 - 〒157の区域を担当。成城に所在。
- 玉川郵便局 - 〒158の区域を担当。等々力に所在。

無集配郵便局
- 世田谷深沢郵便局
- 世田谷深沢一郵便局
- 尾山台駅前郵便局
- 世田谷等々力郵便局
- 世田谷奥沢郵便局
- 世田谷奥沢一郵便局
- 世田谷九品仏郵便局
- 東玉川郵便局
- 世田谷中町郵便局
- 世田谷野毛郵便局
- 世田谷上野毛郵便局
- 二子玉川郵便局
- 世田谷瀬田郵便局
- 世田谷用賀郵便局
- 用賀駅前郵便局

（廃止された郵便局）
世田谷羽根木郵便局は、2016年3月18日をもって廃止され、東松原駅前郵便局に引き継がれるようになった。

### 文化施設

#### 美術館・博物館
「*」は世田谷美術館の分館。区内の画家のアトリエを改装、またはその跡地に建てられて開設された。
- 区立世田谷美術館
- 区立世田谷文学館
- 区立郷土資料館
- 区立平和資料館（せたがや未来の平和館）
- 五島美術館
- 長谷川町子美術館・記念館
- 宮本三郎記念美術館*
- 向井潤吉アトリエ館*
- 清川泰次記念ギャラリー*
- 佐藤助雄記念館
- 蘆花記念館
- 東京農業大学「食と農」の博物館

#### 劇場・多目的ホール
- 本多劇場
- 無名塾仲代劇堂
- 下北沢ザ・スズナリ
- 下北沢駅前劇場
- 小劇場B1
- シアター711
- ｢劇｣小劇場
- 小劇場 楽園
- OFF・OFFシアター
- 昭和女子大学人見記念講堂
- 世田谷パブリックシアター[23]
- シアタートラム
- 世田谷区民会館（改築工事中）
- 烏山区民会館
- 玉川区民会館
- 玉川区民会館別館 上用賀アートホール
- 砧区民会館 成城ホール
- 北沢区民会館 北沢タウンホール
- 松本記念音楽迎賓館

#### 図書館
区立

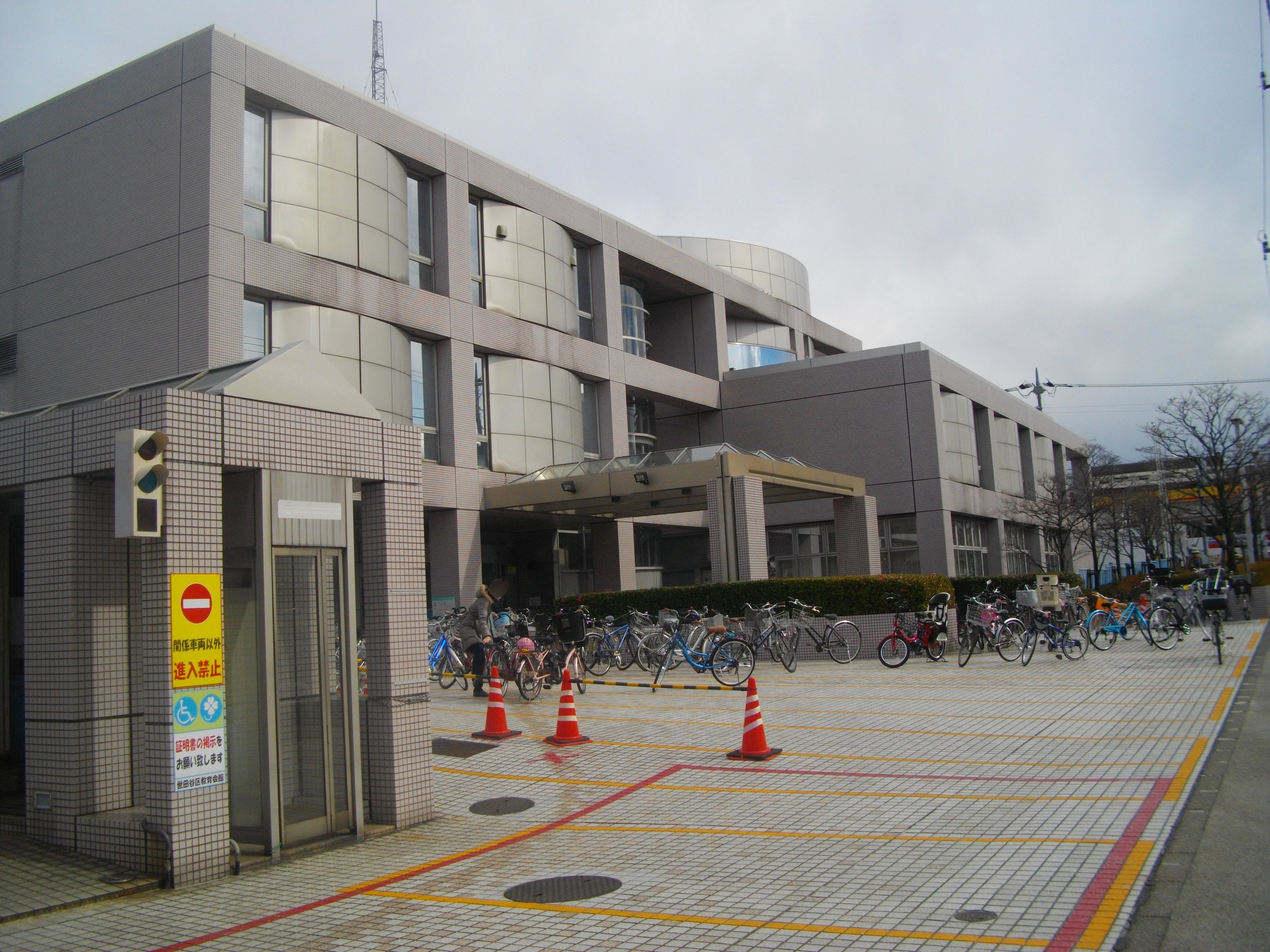
世田谷区立中央図書館が入る世田谷区立教育センター（世田谷区・弦巻）

生涯教育の一環として1970年代から徒歩圏内に図書館を設置する方針を立てた。その後の時代変化と行政コスト改革の一環で計画の統廃合が行われた。世田谷区立図書館は、中央図書館と地域図書館を合わせて16館、他に補完施設として「地域図書室」が5室、「図書館カウンター」が2か所ある。2006年7月26日、小田急線経堂駅前の高架下に経堂図書館が開館し、世田谷区立図書館では初の長時間開館（平日9:00-21:30・東日本大震災による節電配慮により平日21:00まで短縮）。また、これにより至近にあった「経堂まちかど図書室」は閉鎖された。
中央図書館の地下には保存庫があり、蔵書検索では中央図書館蔵書と保存庫蔵書は区別して表示される。
2011年1月より経堂・烏山図書館の通年開館がスタート、翌2012年6月より砧・尾山台図書館の通年開館がスタートした。月曜日も開いている図書館を区内各地域ごとに1館設ける、という施策の下で中央図書館（昭和62年の開館当初より月曜開館）のほか、世田谷図書館・代田図書館・尾山台図書館・砧図書館・烏山図書館の計6館が開いている。
2012年12月3日、喜多見まちかど図書室が開館。「世田谷区立図書館ビジョン第2期行動計画」に基づき、まちかど図書室初のコンピュータネットワークを導入。そのため他のまちかど図書室と開館時間や利用点数が異なっている。
2015年4月22日、二子玉川ライズ・ショッピングセンターテラスマーケット2階に、窓口機能に特化した「図書館カウンター二子玉川」を開設。区立図書館ホームページなどから予約した資料の貸出・返却、利用登録、簡易なレファレンスサービスを行っている。また、区内障害者施設で作った「はっぴいハンドメイド」製品の販売や、デシタルサイネージを使って世田谷区の様々な情報を発信している。同年10月16日には、キャロットタワー隣にも「図書館カウンター三軒茶屋」を開設している。
2016年4月1日、「まちかど図書室」（池尻、松沢、希望丘、喜多見）が「図書室」と名称変更された。
2016年9月1日、世田谷図書館が世田谷合同庁舎1階に移転開館した。
- 中央図書館 - 桜丘図書館 - 下馬図書館 - 世田谷図書館 - 梅丘図書館 - 代田図書館 - 奥沢図書館 - 尾山台図書館 - 玉川台図書館 - 深沢図書館 - 鎌田図書館 - 砧図書館 - 粕谷図書館 - 上北沢図書館 - 烏山図書館 - 経堂図書館
- 池尻図書室 - 松沢図書室 - 希望丘図書室 - 野毛図書室 - 喜多見図書室
- 図書館カウンター二子玉川 - 図書館カウンター三軒茶屋 - 図書館カウンター下北沢

これらの他に、世田谷文学館と世田谷美術館には所蔵図書の閲覧室がある。
私立
- 静嘉堂文庫
- 大宅壮一文庫

### 運動施設
都営
- 駒沢オリンピック公園
- 祖師谷公園

区営
- 大蔵運動公園（総合運動場・大蔵第二運動場）
- 羽根木公園
- 砧公園
- 二子玉川緑地運動場
- 玉川野毛町公園
- こどものひろば公園
- 多摩川遊園
- 千歳温水プール
- 地域体育館（尾山台・希望丘・八幡山小）

フィットネスクラブなど民間の運動施設は区内の各地で営業している。

### 公園
主な公園
- 二子玉川公園：玉川地域最大の公園で、スターバックス、ビジターセンターなどを備えている。
- 砧公園：旧・砧ゴルフ場で、園内に世田谷美術館を備える東京都立の自然公園。運動施設区域と、家族向けの芝生や樹林で構成されたファミリーパーク区域がある。
- 羽根木公園：竣工当時、区最大の蔵書数であった区立梅丘図書館に隣接する小高い丘全体を公園にしている。図書館設立時に地名に因んで植樹された700本の梅の木から梅の公園として知られている。また、可能な限り子どもたちが自由に遊べる場を目指したプレーパーク発祥の地である。
- 世田谷公園：スポーツ施設として屋外プール・テニスコート・野球場・洋弓場などを備え、低学年児童を対象とした野外教育用の焚き火ゾーンを備えたプレーパークがある。交通遊園には実大のD51蒸気機関車が設置してあり、1周300mを周回するミニSLがある。
- 馬事公苑：現在の日本中央競馬会 (JRA) の前身である帝国競馬協会が5万坪の用地を取得して開いた60年以上の歴史をもつ馬事普及の拠点。東京オリンピックで馬場馬術競技の会場となった。5月3日から5日にホースショー、秋分の日に愛馬の日を行う他、週末には馬術競技会が開催される。
- 駒沢オリンピック公園：建設当時、世界一横幅のある階段として話題になった。五重塔をイメージしたオリンピック記念塔（通称：管制塔）と都営の陸上競技場・野球場・体育館など、各種運動施設がある。
  - 旧駒沢球場は1953年シーズン途中から1961年まで東急（東映）フライヤーズの本拠球場として使われた。

## 経済

### 所得
世田谷区の平均世帯所得は2014年時点で649万円となっている。埼玉県さいたま市浦和区（693万円）や文京区（673万円）に次ぐ水準となっている。
しかし、世田谷区は、2022年には、生産緑地法による指定が解除されるため、不動産価格の下落が避けられない。固定資産税の問題が絡み高級住宅地も例外とはならない。特に、過去に大手デベロッパーの主導で販売された物件は、本来の価値以上の値段で売り出されていた為、下落がはじまればハイスピードで価値が落ちていき、「今の半分まで不動産価格が下がる」という分析結果が出ている。

### 第一次産業

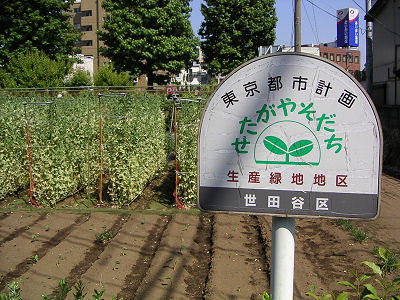
区内の生産緑地（2005年5月）

西部の砧地域・烏山地域を中心に区内には2017年現在89ヘクタール（区の面積の1.5%）の農地があり、野菜や果樹、花き類などが栽培されている。農業産出額は2013年現在、3億9千万円。区内の農地面積は、2007年は126ヘクタール、2012年は107ヘクタールと減少傾向にある。区は「世田谷区農業振興計画」として農業従事者への支援などを行っている。
区内には青果と花きを扱う東京都中央卸売市場世田谷市場と、JA世田谷目黒・JA東京中央の二つの農業協同組合の本店が存在する。また、野菜栽培やガーデニングなどを学ぶことができる都立園芸高等学校が区内にある。

### 第二次産業
内陸にあって港湾や空港からの交通の便が他区より悪く、住宅地として早くから開発されたため地価が高くて公害防止策の必要性も高い事から、区内における工業の重要性は他区と比較して相対的に低い。2019年工業統計調査による2018年実績では、従業員30人以上の工業事業所は区内に11カ所、敷地面積5233m2で、23特別区内では事業所数で19位、敷地面積で21位にとどまる。公益財団法人として世田谷工業振興協会が設立され、準工業地域の保全や住宅地との共生事業が行われている。

### 第三次産業

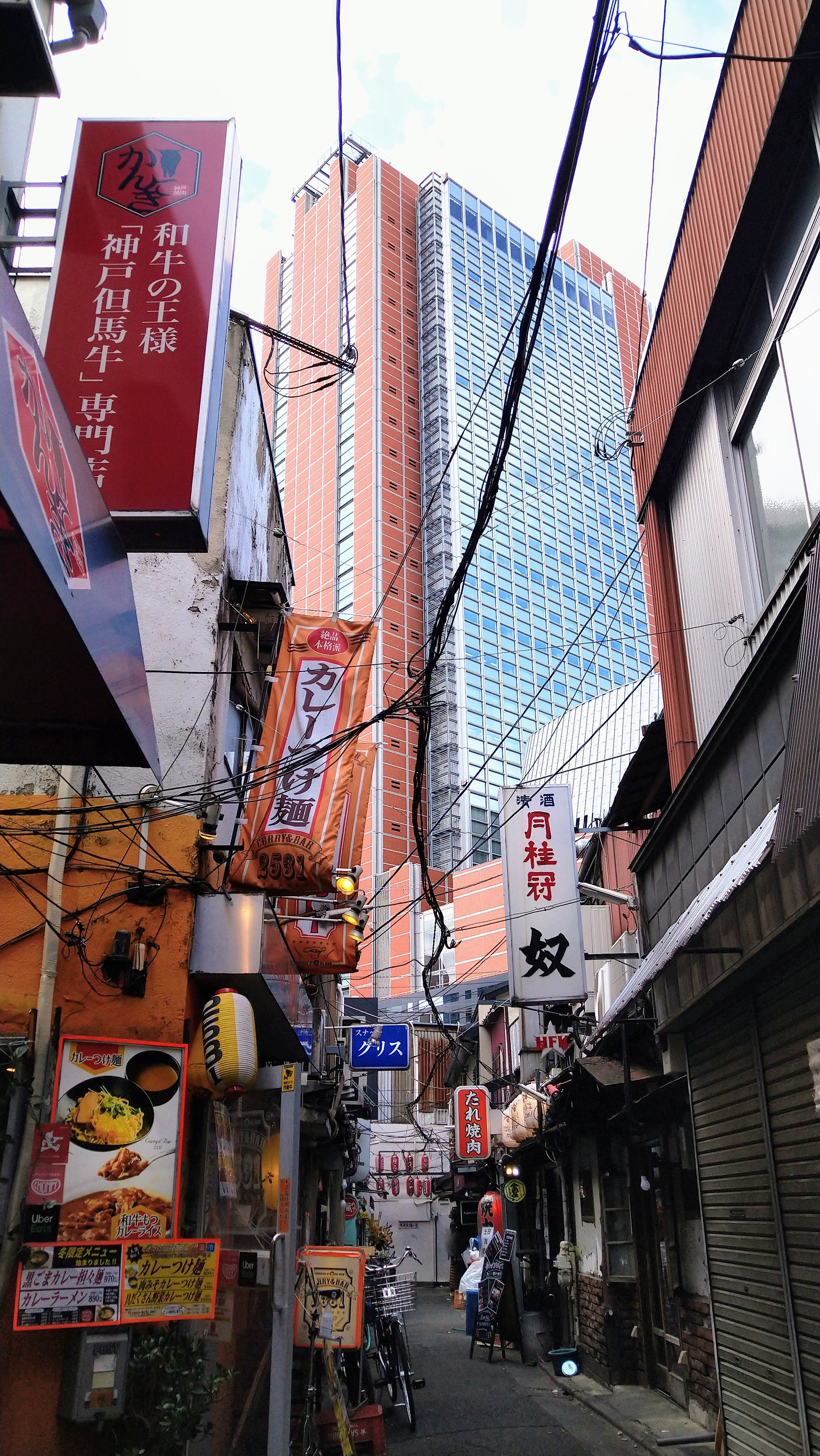
三軒茶屋の路地とキャロットタワー（2022年）

渋谷区、目黒区に近い世田谷地域の東部や、川崎市に近い玉川地域の二子玉川駅周辺では、商業が盛んである。この他、区北西部にあたる烏山地域の千歳烏山駅周辺をはじめ、小田急線や京王線、東急田園都市線の各駅前では駅前商店街の発展が多く見られ、それ以外でも住宅地の中に比較的小規模な商業店舗が散在している。
主な繁華街
- 二子玉川：区南部の多摩川沿いに位置し、国内最初の郊外型ショッピングセンターである玉川髙島屋SCを中心に大小さまざまな店舗が集中している。二子玉川駅東側は東急主導の再開発エリア・二子玉川ライズが広がり、楽天グループの本社が位置している。
- 三軒茶屋：商店街地区。戦後のヤミ市の名残のままの路地が残っている一方で、近年ではキャロットタワーを中心に地域再開発が進んでいる。
- 下北沢：周辺住宅地域から下北沢駅に至る道筋の日用品を扱う商店街から発生し、現在は古着・ファッション・雑貨・サブカルチャーを中心に発展している。特に駅北側を中心に古着屋が非常に集積している。本多劇場など小劇場が集中している地域がある。

### 拠点を置く企業

#### 上場企業
東証プライム
- 東邦ホールディングス（東邦薬品）
- ロイヤルホールディングス（東京本部、登記上の本店は福岡市博多区）
- 楽天グループ

東証スタンダード
- 岡谷電機産業
- いであ
- バイク王&カンパニー

東証グロース
- ニッソウ

#### 未上場
- イッツ・コミュニケーションズ
- 東急コミュニティー
- オオゼキ
- 国際放映
- 世田谷自然食品
- 太陽工業（東京本社、登記上の本店は大阪市淀川区）

## 情報・通信

### マスメディア

#### 放送局
コミュニティ放送
- エフエム世田谷

CATV
- 世田谷区のケーブルテレビエリアは、鉄道沿線により3局に分かれている。

| ケーブルテレビ局   | 町名（五十音順）   | 備考           |
| ------------------ | ------------------ | -------------- |
| J:COM せたまち     | 赤堤一〜三丁目     |                |
| J:COM 調布・世田谷 | 赤堤四〜五丁目     |                |
| iTSCOM             | 池尻               |                |
| iTSCOM             | 宇奈根             |                |
| J:COM せたまち     | 梅丘               |                |
| J:COM せたまち     | 大蔵一〜五丁目     |                |
| iTSCOM             | 大蔵六丁目         |                |
| J:COM 調布・世田谷 | 大原               |                |
| iTSCOM             | 岡本               |                |
| iTSCOM             | 奥沢               |                |
| iTSCOM             | 尾山台             |                |
| J:COM 調布・世田谷 | 粕谷               |                |
| iTSCOM             | 鎌田               |                |
| iTSCOM             | 上馬               |                |
| J:COM 調布・世田谷 | 上北沢             |                |
| J:COM 調布・世田谷 | 上祖師谷一〜二丁目 |                |
| J:COM せたまち     | 上祖師谷三〜四丁目 |                |
| J:COM 調布・世田谷 | 上祖師谷五〜七丁目 |                |
| iTSCOM             | 上野毛             |                |
| iTSCOM             | 上用賀             |                |
| J:COM 調布・世田谷 | 北烏山             |                |
| J:COM せたまち     | 北沢一〜四丁目     |                |
| J:COM 調布・世田谷 | 北沢五丁目         |                |
| J:COM せたまち     | 喜多見             |                |
| J:COM せたまち     | 砧                 |                |
|                    | 砧公園             | ケーブル敷設外 |
| J:COM 調布・世田谷 | 給田               |                |
| J:COM せたまち     | 経堂               |                |
| J:COM せたまち     | 豪徳寺             |                |
| iTSCOM             | 駒沢               |                |
| iTSCOM             | 駒沢公園           |                |
| J:COM せたまち     | 桜一〜二丁目       |                |
| iTSCOM             | 桜三丁目           |                |
| J:COM せたまち     | 桜丘               |                |
| J:COM せたまち     | 桜上水一丁目       |                |
| J:COM 調布・世田谷 | 桜上水二〜五丁目   |                |
| iTSCOM             | 桜新町             |                |
| iTSCOM             | 三軒茶屋           |                |
| iTSCOM             | 下馬               |                |
| iTSCOM             | 新町               |                |
| J:COM せたまち     | 成城               |                |
| iTSCOM             | 瀬田               |                |
| iTSCOM             | 世田谷             |                |
| J:COM せたまち     | 祖師谷             |                |
| J:COM せたまち     | 代沢               |                |
| iTSCOM             | 太子堂             |                |
| J:COM せたまち     | 代田               |                |
| iTSCOM             | 玉川               |                |
| iTSCOM             | 玉川台             |                |
| iTSCOM             | 玉川田園調布       |                |
| iTSCOM             | 玉堤               |                |
| J:COM せたまち     | 千歳台             |                |
| iTSCOM             | 弦巻               |                |
| iTSCOM             | 等々力             |                |
| iTSCOM             | 中町               |                |
| iTSCOM             | 野毛               |                |
| iTSCOM             | 野沢               |                |
| J:COM 調布・世田谷 | 八幡山             |                |
| J:COM 調布・世田谷 | 羽根木             |                |
| iTSCOM             | 東玉川             |                |
| iTSCOM             | 深沢               |                |
| J:COM せたまち     | 船橋               |                |
| J:COM 調布・世田谷 | 松原一〜五丁目     |                |
| J:COM せたまち     | 松原六丁目         |                |
| iTSCOM             | 三宿               |                |
| J:COM 調布・世田谷 | 南烏山             |                |
| J:COM せたまち     | 宮坂               |                |
| iTSCOM             | 用賀               |                |
| iTSCOM             | 若林               |                |

## 生活基盤

### ライフライン

#### 電信
市外局番
区内全域が「03」であり、これは東京23区の他の全区や、狛江市の大部分、調布市と三鷹市の各一部とも共通である。
市内局番
- 世田谷、北沢、成城周辺 「34XX」、「54XX」、「64XX」
- 玉川周辺 「37XX」、「57XX」
- 烏山周辺 「33XX」、「53XX」

世田谷区内には世田谷局、弦巻局、松沢ビル2局、上北沢局、東京烏山局、成城局、砧局、東京瀬田局、東京玉川局のNTT交換局があり、区内をカバーするほか、世田谷区内の一部では区外（隣接地域）にある交換局となっている代々木局、目黒本館局、自由ケ丘局、田園調布局、狛江局、雪ケ谷局がカバーする。
世田谷区内の多くの交換局に窓口が設けられていたが、窓口が三軒茶屋に集約されてから廃止された。

## 防災

### 危険性の評価
都内の各町丁に対して地震に対する総合危険度を東京都都市整備局が2022年に公表した「地震に関する地域危険度測定調査（第９回）」では、世田谷区内の277の町丁のうち125町丁が、相対的に都内で最も安全とされる「レベル1」になった。最も危険とされる「レベル5」の町丁は区内にはなかった。
暗渠を含む区内の河川に関して世田谷区は、洪水や内水氾濫のハザードマップを公表している。

### 過去の災害
2019年10月の台風19号では、区内南部の多摩川沿岸の広い範囲で浸水の被害が生じ、孤立した一部の住民が自衛隊などに救助された。

## 教育

### 大学
私立　　
- 国士舘大学世田谷キャンパス
- 駒澤大学（駒沢・玉川・深沢キャンパス）
- 産業能率大学自由が丘キャンパス[注釈 5]
- 昭和女子大学世田谷キャンパス
- 成城大学
- 多摩美術大学上野毛キャンパス
- 東京医療保健大学世田谷キャンパス
- 東京都市大学世田谷キャンパス
- 東京農業大学世田谷キャンパス
- 日本女子体育大学
- 日本体育大学東京・世田谷キャンパス
- 日本大学危機管理学部・スポーツ科学部
- 日本大学商学部・大学院商学研究科

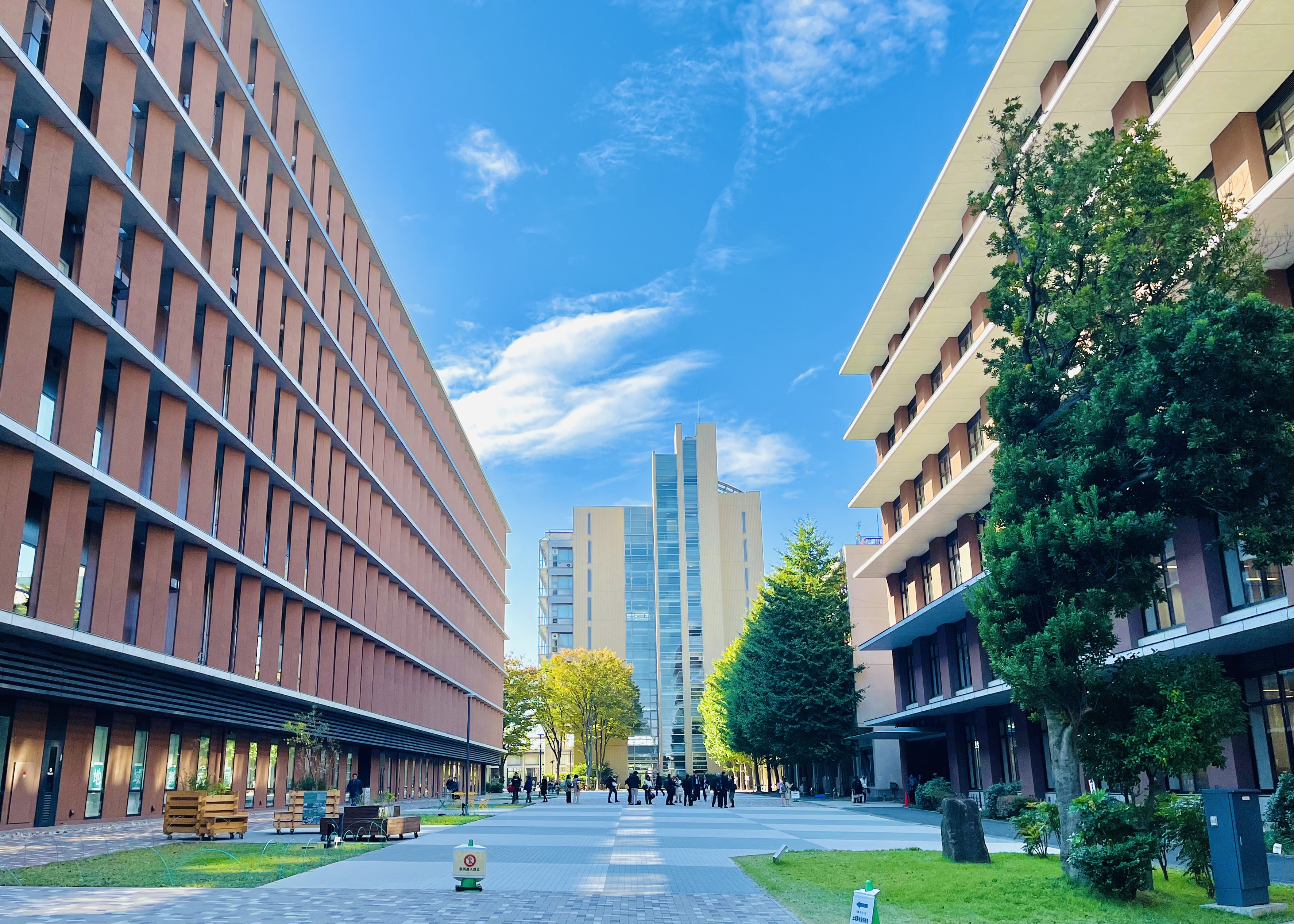
東京農業大学世田谷キャンパス

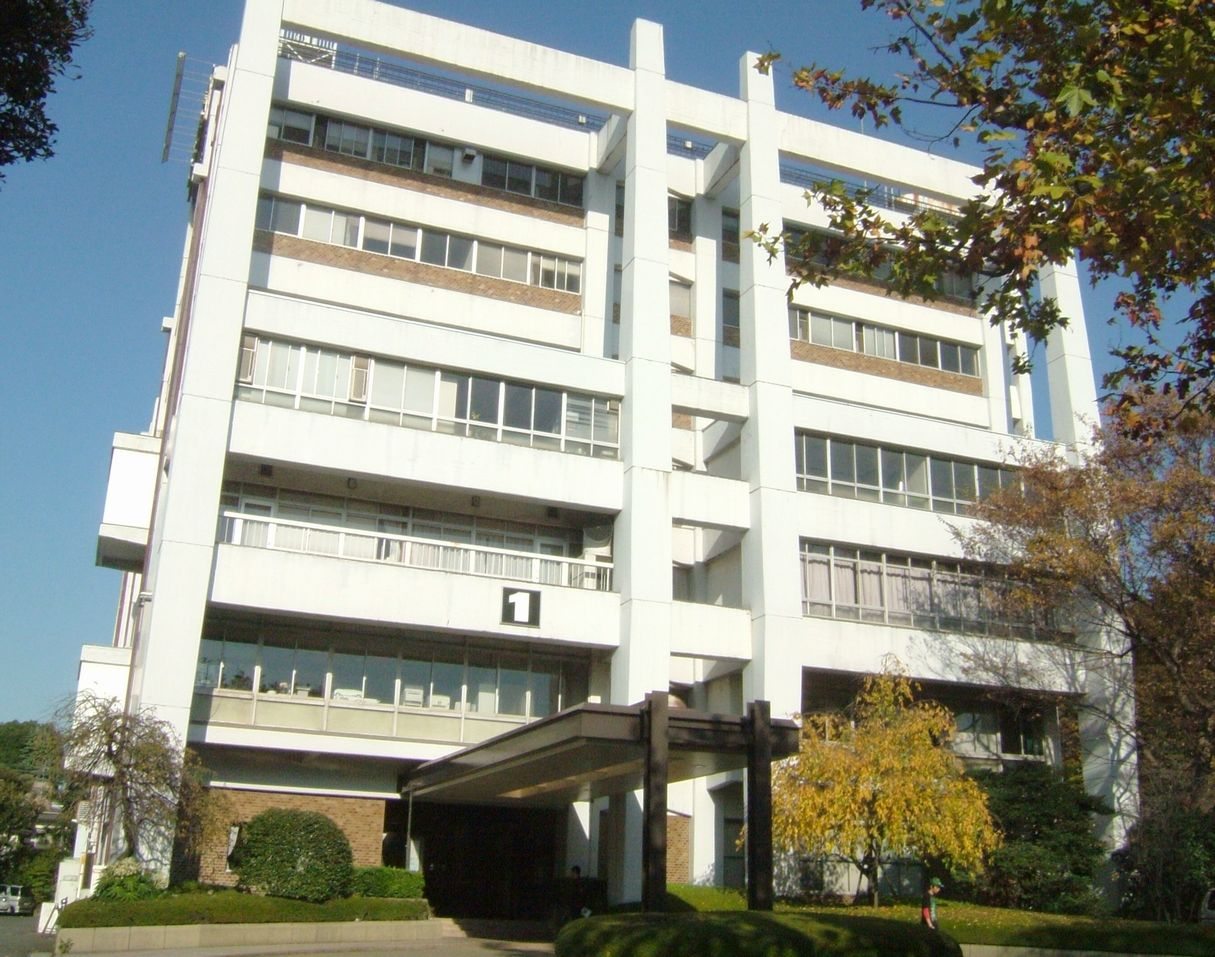
東京都市大学世田谷キャンパス

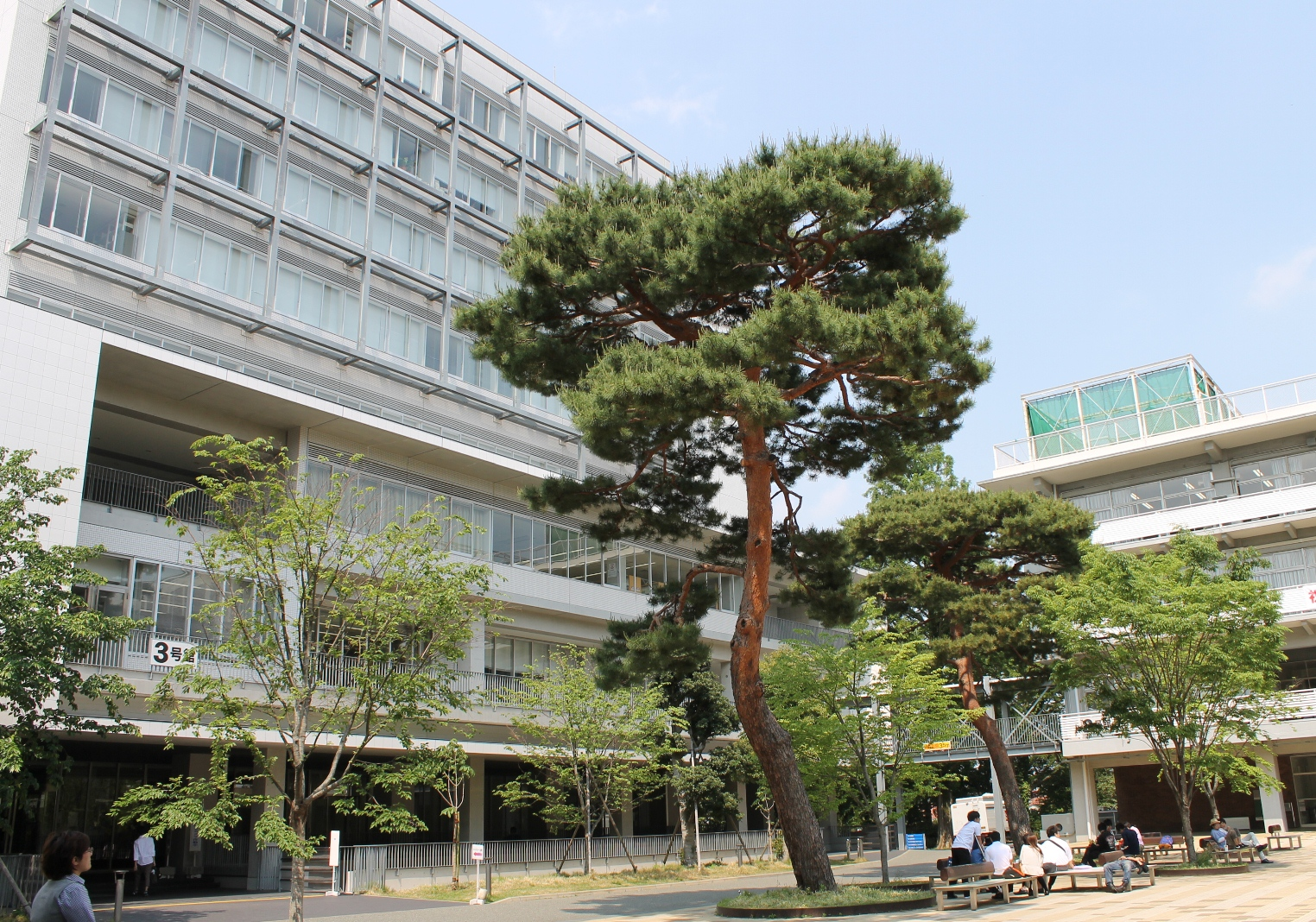
成城大学成城キャンパス

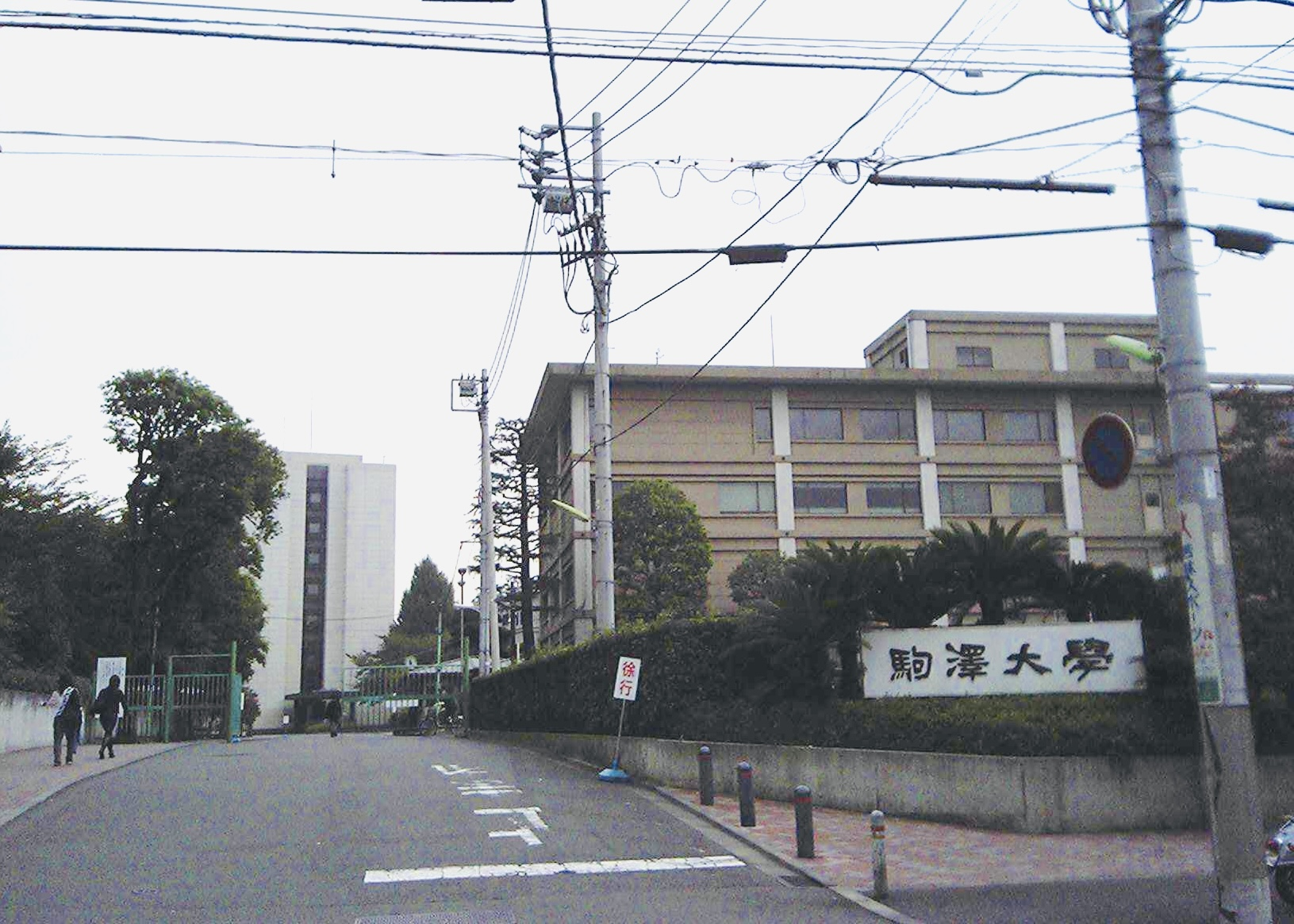
駒澤大学駒沢キャンパス

- 日本大学文理学部・大学院文学研究科及び総合基礎科学研究科
- 放送大学世田谷学習センター
- 自由が丘産能短期大学
- テンプル大学ジャパンキャンパス

- 関連事項
  - 東京箱根間往復大学駅伝競走（箱根駅伝）の常連校、駒澤大のほか、日本体育大、東京農業大、日本大、国士舘大が区内にある。駅伝当日は、世田谷区の出資するFM世田谷で実況中継が行われる。
  - 世田谷6大学コンソーシアム

### 高等学校
国立
- 東京学芸大学附属高等学校
- 筑波大学附属駒場高等学校※中高併設

東京都立
- 世田谷総合高等学校
- 世田谷泉高等学校
- 桜町高等学校
- 総合工科高等学校
- 芦花高等学校
- 千歳丘高等学校
- 深沢高等学校
- 松原高等学校
- 園芸高等学校

私立
- 鷗友学園女子高等学校※中高併設
- 鹿島学園高等学校東北沢キャンパス
- 国本女子高等学校※中高併設
- 恵泉女学園高等学校※中高併設
- 佼成学園女子高等学校※中高併設
- 国士舘高等学校※中高併設
- 駒澤大学高等学校
- 駒場学園高等学校
- 駒場東邦高等学校※中高併設
- 松蔭高等学校※中高併設
- 昭和女子大学附属昭和高等学校※中高併設
- 成城学園高等学校※中高併設
- 下北沢成徳高等学校※併設の中学校は休校
- 聖ドミニコ学園高等学校※中高併設
- 世田谷学園高等学校※中高併設
- 玉川聖学院高等部※中高併設
- 大東学園高等学校
- 田園調布学園高等部※中高併設
- 田園調布雙葉高等学校※中高併設
- 三田国際学園高等学校※中高併設
- 東京農業大学第一高等学校※中高併設
- 東京都市大学付属高等学校※中高併設
- 東京都市大学等々力高等学校※中高併設
- 日本学園高等学校※中高併設
- 日本女子体育大学附属二階堂高等学校
- 日本大学櫻丘高等学校

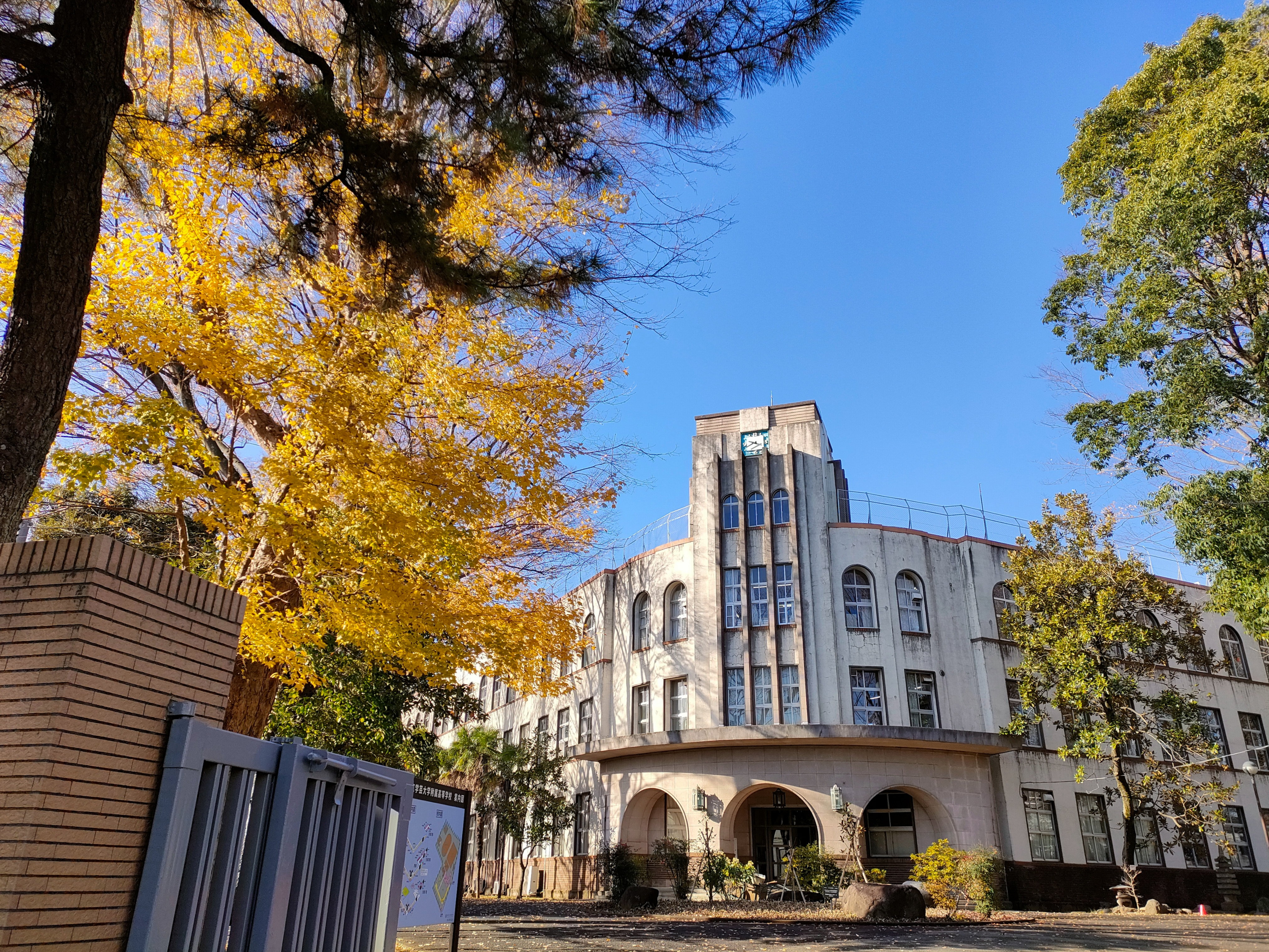
東京学芸大学附属高等学校

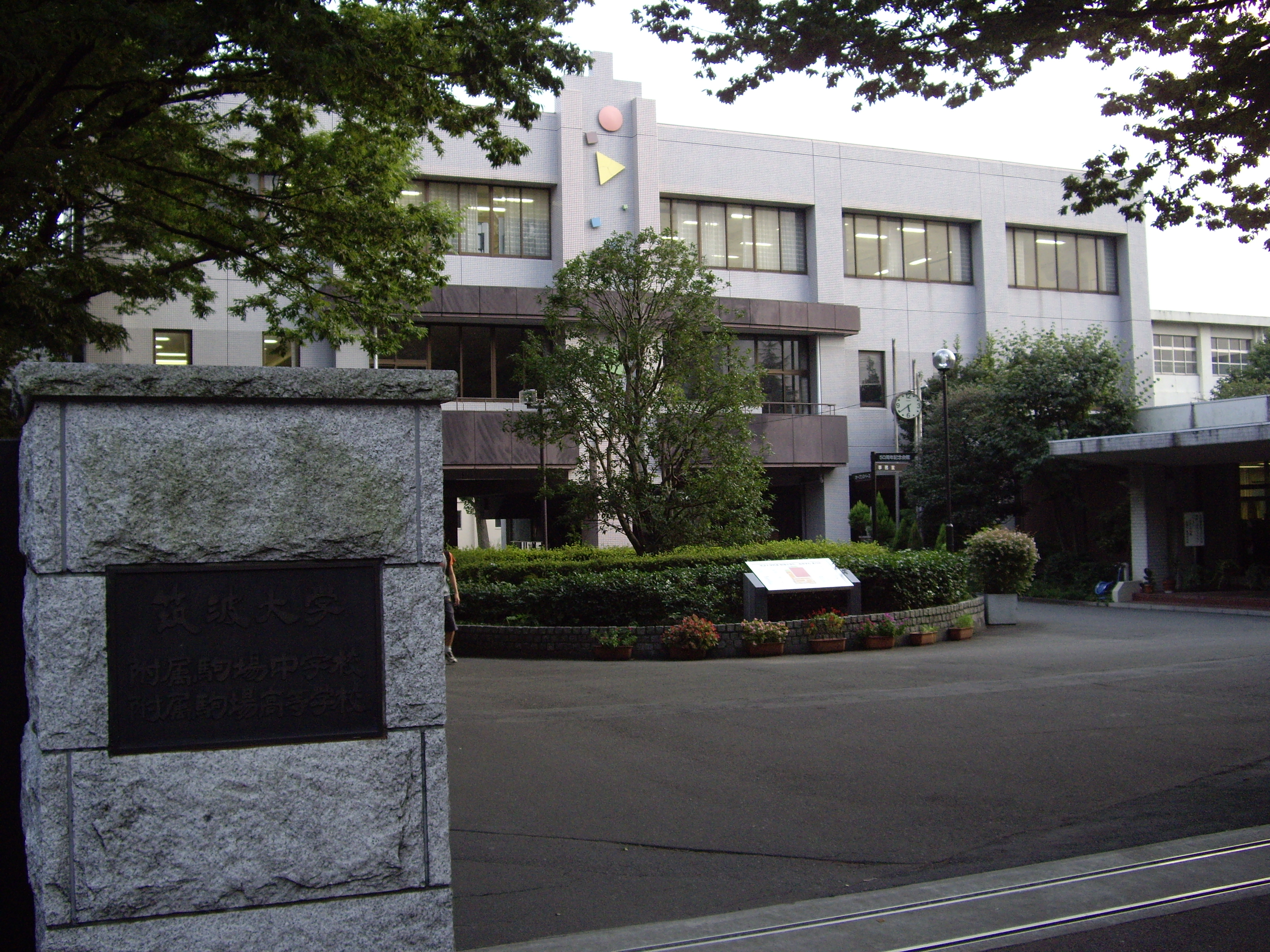
筑波大学附属
駒場中学校・高等学校

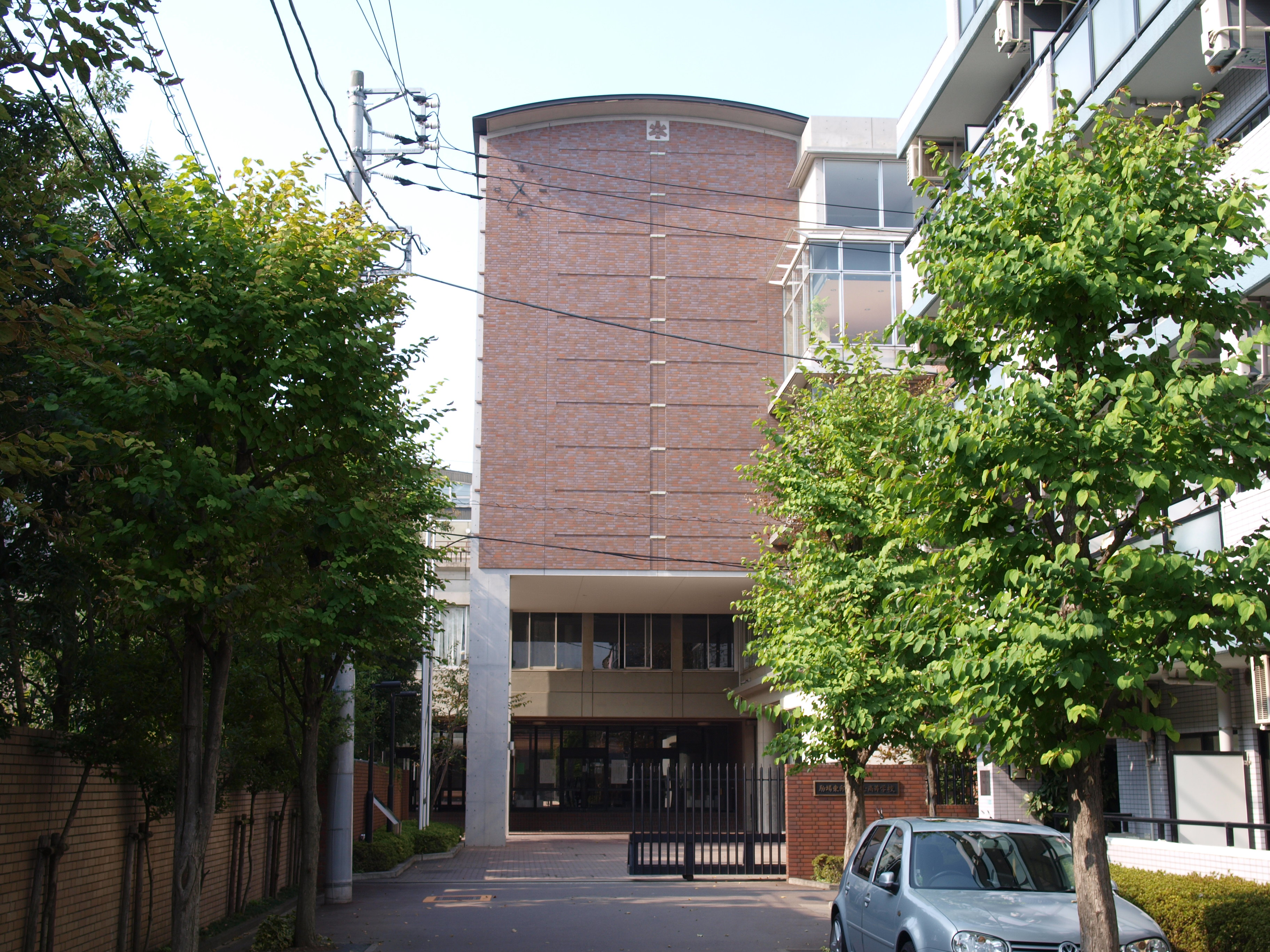
駒場東邦中学校・高等学校

- サレジアン国際学園世田谷高等学校※中高併設
- 科学技術学園高等学校

### 中学校
国立
- 東京学芸大学附属世田谷中学校
- 筑波大学附属駒場中学校※中高併設

世田谷区立
- 世田谷中学校
- 太子堂中学校
- 桜丘中学校
- 松沢中学校
- 駒沢中学校
- 北沢中学校
- 緑丘中学校
- 駒留中学校
- 梅丘中学校
- 桜木中学校
- 富士中学校
- 弦巻中学校
- 奥沢中学校
- 八幡中学校
- 玉川中学校
- 瀬田中学校
- 深沢中学校
- 尾山台中学校
- 用賀中学校
- 東深沢中学校
- 砧中学校
- 烏山中学校
- 千歳中学校
- 芦花中学校
- 上祖師谷中学校
- 砧南中学校
- 喜多見中学校
- 三宿中学校
- 船橋希望中学校
※小中併設

私立
- 鷗友学園女子中学校
※中高併設
- 国本女子中学校
※中高併設
- 恵泉女学園中学校
※中高併設
- 佼成学園女子中学校
※中高併設
- 国士舘中学校
※中高併設
- 駒場東邦中学校
※中高併設
- 松蔭中学校
※中高併設
- 昭和女子大学附属昭和中学校
※中高併設
- 成城学園中学校
※中高併設
- 聖ドミニコ学園中学校
※中高併設
- 世田谷学園中学校
※中高併設
- 玉川聖学院中等部
※中高併設
- 田園調布学園中等部
※中高併設
- 田園調布雙葉中学校
※中高併設
- 三田国際学園中学校
※中高併設
- 東京都市大学付属中学校
※中高併設
- 東京都市大学等々力中学校
※中高併設
- 東京農業大学第一高等学校中等部
※中高併設
- 日本学園中学校
※中高併設
- サレジアン国際学園世田谷中学校
※中高併設
- 下北沢成徳中学校
（2005年4月1日から休校）

### 小学校
国立
- 東京学芸大学附属世田谷小学校

世田谷区立
- 若林小学校
- 三宿小学校
- 太子堂小学校
- 桜小学校
- 松丘小学校
- 桜丘小学校
- 代沢小学校
- 下北沢小学校
- 多聞小学校
- 世田谷小学校
- 松沢小学校
- 駒沢小学校
- 旭小学校
- 中里小学校
- 松原小学校
- 上北沢小学校
- 駒繋小学校
- 池之上小学校
- 経堂小学校
- 弦巻小学校
- 山崎小学校
- 中丸小学校
- 代田小学校
- 三軒茶屋小学校
- 赤堤小学校
- 松丘小学校
- 池尻小学校
- 笹原小学校
- 城山小学校
- 深沢小学校
- 玉川小学校
- 京西小学校
- 二子玉川小学校
- 八幡小学校
- 奥沢小学校
- 尾山台小学校
- 東深沢小学校
- 東玉川小学校
- 桜町小学校
- 九品仏小学校
- 瀬田小学校
- 等々力小学校
- 用賀小学校
- 中町小学校
- 玉堤小学校
- 烏山小学校
- 塚戸小学校
- 祖師谷小学校
- 砧小学校
- 明正小学校
- 烏山北小学校
- 八幡山小学校
- 芦花小学校
- 船橋小学校
- 砧南小学校
- 給田小学校
- 山野小学校
- 千歳小学校
- 喜多見小学校
- 武蔵丘小学校
- 希望丘小学校
- 千歳台小学校

私立
- 国本小学校
- 昭和女子大学附属昭和小学校
- 成城学園初等学校
- 聖ドミニコ学園小学校
- 田園調布雙葉小学校
- 東京都市大学付属小学校
- 和光小学校
- 東京農業大学稲花小学校

### 特別支援学校
- 東京都立光明学園
- 東京都立光明学園そよ風分教室
- 東京都立青鳥特別支援学校
- 東京都立青鳥特別支援学校梅ヶ丘分教室
- 東京都立青鳥特別支援学校久我山分校
- 東京都立久我山盲学校

### 各種学校
- 聖公会神学院
- サカモトミュージックスクール

### インターナショナル・スクール
- 国本アルバータ―イ・ンタナショナル・スクール
- セント・メリーズ・インターナショナル・スクール
- 清泉インターナショナル学園
- 東京サドベリースクール（日本におけるサドベリー・スクールの学校）
- ブリティシュ・スクール・イン東京 (en:The British School in Tokyo) 昭和校（昭和女子大学）[36]
- 東京インターナショナルプログレッシブスクール[37]

## 交通

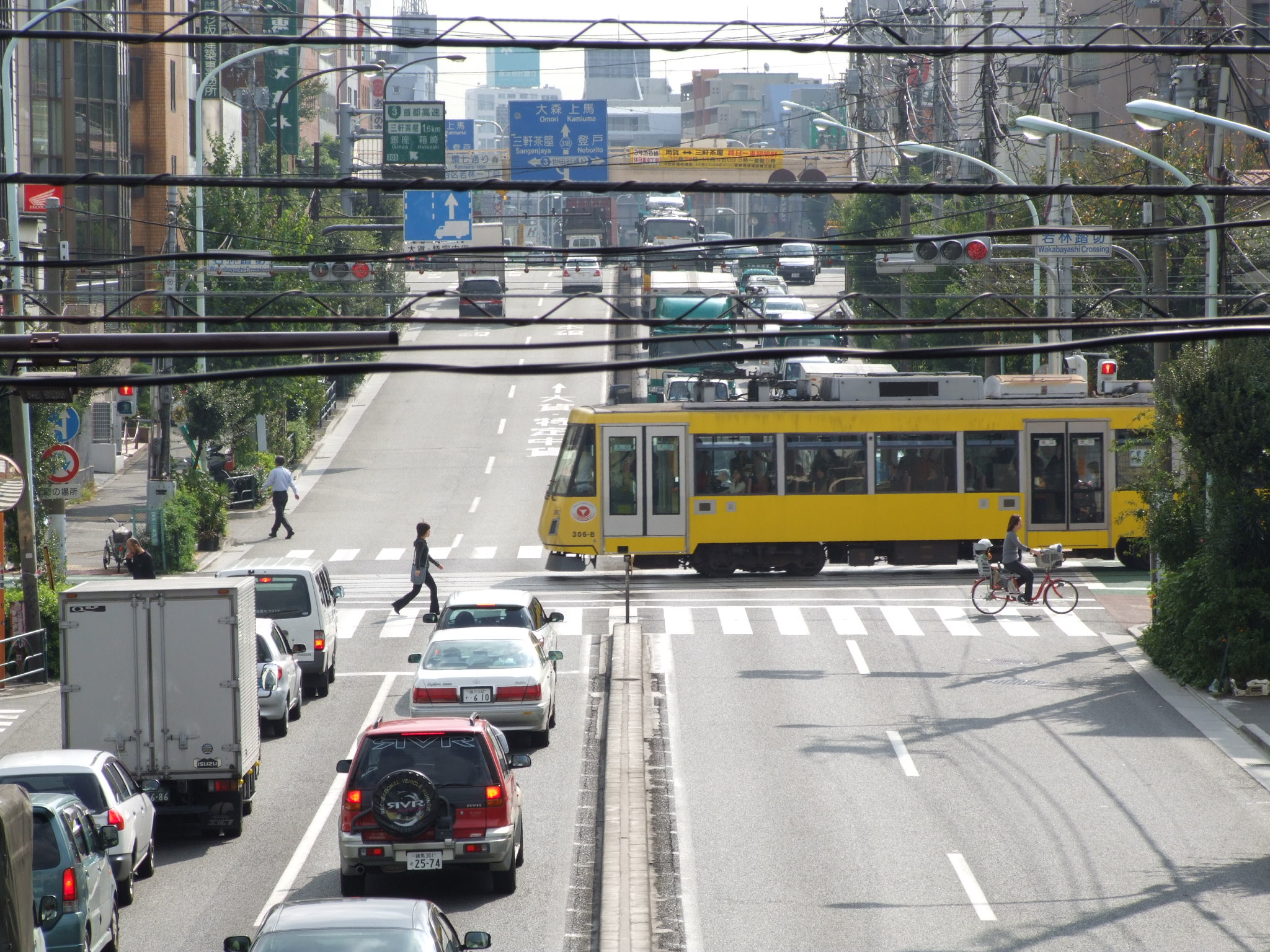
環七通りと東急世田谷線（若林踏切、2007年10月）

### 鉄道
鉄道はほぼ東西方向にしか走っておらず、南北方向の鉄道は東急世田谷線しか存在しない。放射状に広がる各線を環状方向に結ぶ路線は地理的に偏っており、場所によっては区内であっても一旦区外に出ての移動を強いられるなど、鉄道のみの利用では移動に1時間以上を要する場所が多い。そのため、区では東京都道311号環状八号線（環八通り）に沿う鉄道「エイトライナー」の構想を推進しているが、着工の目処は立っていない。
区内を走行している鉄道路線は全て私鉄であり、東京23区で唯一地下鉄もJRも通っていない区であるが、地下を走行する鉄道路線は存在するほか、小田急小田原線にはJRの車両が、また全ての会社線で1路線は地下鉄の車両が乗り入れている。
京王電鉄
 京王線
- 代田橋駅 - 明大前駅 - 下高井戸駅 - 桜上水駅 - 上北沢駅 - （杉並区区間） - 芦花公園駅 - 千歳烏山駅

 井の頭線
- 池ノ上駅 - 下北沢駅 - 新代田駅 - 東松原駅 - 明大前駅

東急電鉄
 世田谷線
- 三軒茶屋駅 - 西太子堂駅 - 若林駅 - 松陰神社前駅 - 世田谷駅 - 上町駅 - 宮の坂駅 - 山下駅 - 松原駅 - 下高井戸駅

 田園都市線
- 池尻大橋駅 - 三軒茶屋駅 - 駒沢大学駅 - 桜新町駅 - 用賀駅 - 二子玉川駅

 大井町線
- 九品仏駅 - 尾山台駅 - 等々力駅 - 上野毛駅 - 二子玉川駅
  - ※緑が丘駅 - 自由が丘駅間でも区内を通っている。

 目黒線
- 奥沢駅

このほか、東急東横線も区内を通過しているが駅はない。
小田急電鉄
 小田原線
- 東北沢駅 - 下北沢駅 - 世田谷代田駅 - 梅ヶ丘駅 - 豪徳寺駅 - 経堂駅 - 千歳船橋駅 - 祖師ヶ谷大蔵駅 - 成城学園前駅 - 喜多見駅

### バス

#### 路線バス
区内を走る幹線道路の内側を網の目のようにバス路線が設定されており、前述の通り南北方向の鉄道がほぼ存在しない世田谷区において、南北方向の重要な交通網を担っている。段差の少ないノンステップバスを多く導入するなど、公共交通の確保と高齢化対策を図っている。
区内では東急バス、京王バス、小田急バス、関東バス、東京都交通局の各事業者により運行されている。通勤時間帯には2 - 5分間隔でバスが運行される地区もあるが、世田谷区内の各地域は都市計画道路の多くが未整備であり、現況道路が非常に狭いために、バスの通行が困難、あるいは路線バスの通行によりかえって渋滞を招くケースが少なくない。そこで、玉堤、宇奈根、喜多見、岡本、鎌田、大蔵、祖師谷、成城、八幡山地区では、小型車両によるコミュニティバス路線やデマンドバス路線を運行して改善が模索されている。
区内にある営業所
- 東急バス（2024年3月31日まで東急トランセによる委託路線、現・東急バス）
  - 淡島営業所 渋11 渋31 渋32 渋51  都立34 都立35
  - 下馬営業所 黒09
  - 弦巻営業所 渋05 渋21 渋23 渋24 渋52 等11 等13 都立01 反11 反12 黒06 黒07 森91 恵32
  - 瀬田営業所 渋82 園01 砧06 玉07 玉11 玉21 玉30 玉31 玉32 用01 用06 用21 用22 等01 等12 自01 自02 自11 自12 多摩01 宇奈根・喜多見オンデマンドバス 砧・祖師ヶ谷大蔵オンデマンドバス
- 京王バス
  - 永福町営業所世田谷車庫（担当は高速バスのみ） - 一部区内から利用できる路線もあり（下記参照）
- 小田急ハイウェイバス
  - 世田谷営業所（小田急バス若林営業所） 渋54 下61 梅01 梅02 経01 経02 歳22 歳24 歳25 祖師谷・成城循環

区内路線を担当している営業所
- 東急バス
  - 目黒営業所 東98 黒02
  - 高津営業所 玉06 玉12 渋12 向02
- 京王バス
  - 調布営業所 歳23 丘22
  - 永福町営業所 八01 八02 鳥51 経02
  - 中野営業所 渋55 渋65
- 小田急バス
  - 狛江営業所 歳20 歳21 成01 成02 成04 成05 成06  渋26 玉07 玉08 喜01 狛11 狛12
  - 吉祥寺営業所 吉02
- 関東バス
  - 五日市街道営業所 荻54 荻58 烏01
- 都営バス
  - 杉並支所 宿91

#### 都市間バス
二子玉川駅（二子玉川ライズ）を拠点として、羽田空港・成田空港への空港リムジンバスがあるほか、高速バスが発着している。
- 羽田空港（東急トランセ・京浜急行バス）
- 成田空港（東急バス・東京空港交通）
- 今治（東急トランセ・瀬戸内運輸）
- 河口湖駅（東急トランセ・京王バス・フジエクスプレス・富士急バス）
- 上高地（東急トランセ・京王バス・アルピコ交通東京、夏季限定）

池尻大橋駅からは、小田急ハイウェイバスの御殿場駅・箱根方面行がある。ただし、乗車停留所は目黒区大橋に所在する。到着停留所は池尻にあり、こちらにはジェイアールバス関東、東海バスなどの高速路線も一部停車する（乗車は不可）。

#### その他のバス
自由が丘周辺を無料巡回する「サンクスネイチャーバス」が一部世田谷区にもまたがり、深沢地区からも利用可能。

### 道路
区内には幹線道路として、東西に国道246号（玉川通り）および国道20号（甲州街道）が、南北に東京都道318号環状七号線（環七通り）および東京都道311号環状八号線（環八通り）が走っている。
区の南部は昭和時代の初期から区画整理（玉川全円耕地整理事業）が進められた一方で、杉並区などと接する区北部は幹線道路を補完する幅員15mクラスの都市計画道路や各種生活道路の整備が近隣の他区に比べて遅れており、細く入り組んだ狭隘な区道が多い。それゆえ、道路整備が区政の重要な課題のひとつとなっている。東京都心部と都内の多摩地域や神奈川県とを結ぶ通過交通と、区内完結型の生活需要交通が道路を共有する事情もあり、交通事故発生件数は都内でも突出してワースト1となっている。貧弱な道路網の一因には、農地から宅地を造る際に農道を基礎としたことも理由に挙げられる。
高速道路は、首都高速3号渋谷線および4号新宿線のほか、東名高速道路、中央自動車道、第三京浜道路が通る。また、東京外環自動車道も都市計画決定後の長年の凍結が解除されて区内でも着工されているが、工事に伴う環境問題などに起因する反対運動が続いており、完成の目処は立っていない。

#### 高速道路
- 中日本高速道路
  - E1東名高速道路：東京IC
  - E20中央自動車道
- 首都高速道路
  - 3号渋谷線（東京都道首都高速3号線）：用賀出入口、用賀TB、用賀PA、三軒茶屋出入口、池尻出入口
  - 4号新宿線（東京都道首都高速4号線）
- 東日本高速道路
  - E83第三京浜：玉川IC

#### 国道
- 甲州街道（国道20号）
- 玉川通り（国道246号）：渋谷と玉川を結ぶ幹線道路。上を首都高速3号渋谷線が通り、地下は東急田園都市線が通る。三軒茶屋・駒沢大学駅付近をはじめとして商業地が沿線に形成されている。
- 国道466号

#### 都道
- 環七通り（東京都道318号環状七号線）：1927年（昭和2年）に計画着工し、1964年東京オリンピック関連道路・つくば万博の関連事業を経て、1985年（昭和60年）1月に全線開通した。
- 環八通り（東京都道311号環状八号線）
- 世田谷通り（東京都道3号世田谷町田線）：世田谷の風物詩のボロ市は沿線で催される。
- 多摩堤通り（東京都道11号大田調布線）
- 吉祥寺通り（東京都道117号世田谷三鷹線）
- 目黒通り（東京都道312号白金台町等々力線）
- 駒沢通り（東京都道416号古川橋二子玉川線）：1964年東京オリンピック第二会場の現・駒沢オリンピック公園（東京ゴルフ倶楽部跡地）へのオリンピック関連道路として整備された。
- 井ノ頭通り（東京都道413号赤坂杉並線）
- 自由通り（東京都道426号上馬奥沢線）
- 荒玉水道道路（東京都道428号高円寺砧浄水場線）：東京都水道局砧浄水場からの上水道管が入っているため、ほぼ直線の区間が多く、進入できる車両の積載量や幅が制限される区間がある。
- すずらん通り（東京都道118号調布経堂停車場線）
- 三宿通り（東京都道420号鮫洲大山線）
- 淡島通り（東京都道423号渋谷経堂線）
- 旧大山街道（東京都道427号瀬田貫井線）

その他の主要道路
- 赤堤通り
- 柿の木坂通り
- 上野毛通り
- 希望丘通り
- 駒沢公園通り
- 駒八通り
- 城山通り
- 千歳通り
- 茶沢通り
- 西用賀通り
- やくも文化通り
- 用賀中町通り

### ナンバープレート
世田谷区は東京運輸支局本庁舎の管轄エリアで、かつては「品川」ナンバーが交付されていたが、2014年11月17日以降はご当地ナンバーである「世田谷」ナンバーが交付される。

## 観光

### 名所・旧跡
城郭・屋敷
- 世田谷城址公園：世田谷吉良氏の世田谷城跡を公園として利用しており、土塁・空堀の跡が見られる。
- 奥沢城：区指定史跡
- 世田谷代官屋敷：彦根藩世田谷領20ヵ村の代官を世襲した大場家の役宅。ボロ市通りにある。

寺院
- 豪徳寺：桜田門外の変で暗殺された大老井伊直弼の墓があり、井伊家の菩提寺として知られる。招き猫発祥の地との説あり。
- 九品仏浄真寺：九体の阿弥陀如来像の安置される寺。無形文化財の「お面かぶり」が有名。
- 祖師谷大仏
- おおくら大仏：妙法寺。

神社
- 松陰神社：吉田松陰を祭る神社。松陰の墓所がある。

### 観光スポット
- 等々力渓谷：約1kmほどの長さの渓谷斜面に武蔵野の面影を今なお残す鬱そうとした木々や四季折々の自然が楽しめる地域で、古墳もある。
- 岡本民家園：江戸時代中期に建てられた萱葺きの農家があり、江戸時代当時の農家を再現しており、季節によりホタル鑑賞ができる。
- NHK放送技術研究所、財団法人NHK放送研修センター：1階エントランスには、技術展示コーナーや技研ギャラリーがある。
- 蘆花恒春園（芦花公園）：徳富蘆花の旧宅や記念館などがある。
- 駒沢配水塔：1924年（大正13年）竣工。近代水道百選、日本の近代土木遺産に選ばれている。

## 文化・名物

### 祭事・催事
主な祭事
- 世田谷ボロ市
毎年1月15・16日、12月15・16日の2回開催される年末年始の風物詩。400年前の楽市を起源とし歴史は長く、現在では区最大のフリーマーケット・イベントになっている。

## 関連著名人

### 名誉区民

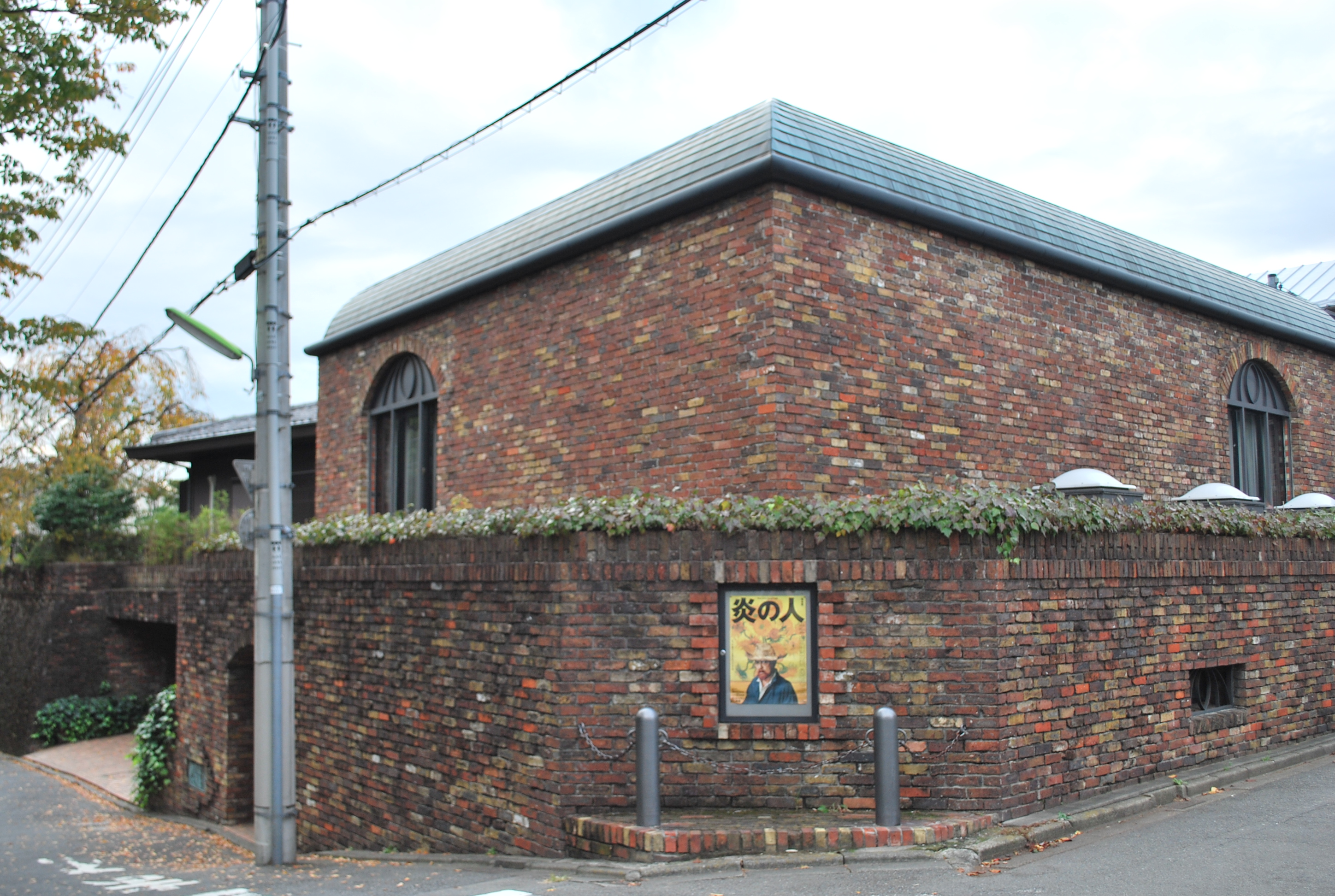
仲代達矢邸・無名塾（岡本一丁目）

区民の生活・文化に貢献し、また、区民から敬愛される人物を世田谷区名誉区民条例に基づき、世田谷区名誉区民として顕彰している。
世田谷区民会館ロビーの壁に肖像画と功績を記したパネルが展示されている。
- 大場信續（区画整理組合長）
- 毛利博一（区議会議員）
- 石黒武重（国務大臣）
- 井上靖（作家）
- 澤田政廣（木彫家）
- 松島正儀（東京育成園理事長）
- 向井潤吉（洋画家）
- 大場信邦（大場代官屋敷保存会理事長）
- 髙山辰雄（日本画家）
- 中村汀女（俳人）
- 石井薫（東京有隣会元理事長）
- 江間章子（詩人）
- 人見楠郎（昭和女子大学理事長兼学長）
- 森繁久彌（俳優）
- 嘉門安雄（美術評論家）
- 箕茂上（病院長）
- 櫻井正信（「せたがやの民話」編纂）
- 武田治恵（常徳幼稚園名誉園長）
- 大場啓二（元世田谷区長）
- 仲代達矢（俳優）
- 日野原重明（聖路加国際病院名誉院長）
- 大村智（北里大学特別栄誉教授）
- 鈴木忠義（東京工業大学名誉教授）
- 松任谷由実（シンガーソングライター）

なお、かつて坪内嘉雄（元ダイヤモンド社社長）が選定されていたが、不祥事のため返上した。

### 出身者
［］内は出身地（出生地または生育地）。

#### 政治
- 福田康夫（第91代内閣総理大臣）
- 山東昭子（第32代参議院議長・元女優）
- 五十嵐文彦（衆議院議員）
- 松尾明弘（衆議院議員）
- 落合貴之（衆議院議員）
- 旭道山和泰（衆議院議員・小結）
- 小池晃（参議院議員・医師）
- 羽田雄一郎（参議院議員）
- 礒﨑哲史（参議院議員）
- 大場康宣（東京都議会議員［野沢］）
- 阿部祐美子（衆議院議員）
- 増田寛也（岩手県知事［奥沢[39]］）
- 山崎結子（青森県外ヶ浜町長）
- 松原俊雄（狛江市長）
- 田村みさ子（日の出町長）
- 荒木田百合（横浜市副市長）

#### 芸能
- 貴城けい（元宝塚歌劇団宙組トップスター）
- 大空ゆうひ（元宝塚歌劇団宙組トップスター）
- 朝月希和（元宝塚歌劇団雪組トップ娘役）
- 中原由貴（元宝塚歌劇団月組男役）
- 華雅りりか（元宝塚歌劇団花組娘役）
- 永久輝せあ（宝塚歌劇団花組トップスター）
- 天紫珠李（宝塚歌劇団月組トップ娘役）
- 夢奈瑠音（宝塚歌劇団月組男役）
- 華世京（宝塚歌劇団雪組男役）
- 凪七瑠海（宝塚歌劇団専科男役）
- 立川志らく（落語家）
- 柳家喬太郎（落語家［大蔵］）
- 青山京子（女優）
- 秋山純（俳優）
- 磯崎竜一（俳優）
- 井上純一（俳優［代田］）
- えなりかずき（俳優）
- 岡江久美子（女優・タレント）
- 筧美和子（女優［池尻[40]］）
- 風間杜夫（俳優［三軒茶屋］）
- 片山明彦（俳優［船橋］）
- 川奈まり子（AV女優）
- 神田沙也加（歌手・女優［砧[41]］）
- 紀比呂子（女優）
- 木村佳乃（女優［成城］）
- 五代高之（俳優）
- 小林旭（俳優・歌手）
- しゅはまはるみ（女優［下北沢］）
- 関口宏（俳優、タレント）
- 千石規子（女優）
- 太賀麻郎（AV男優）
- 高杉亘（俳優）
- 高橋和也（俳優・声優・歌手）
- 武田光太郎（俳優）
- 時任三郎（俳優）
- 中井貴惠（女優［玉川田園調布］）
- 中井貴一（俳優）
- 中尾幸世（女優［上北沢］）
- 二木てるみ（女優）
- 長塚京三（俳優）
- 萩原流行（俳優）
- 花田菜美子（ミュージカル俳優）
- 福田麻由子（女優）
- 間瀬翔太（俳優［三宿］）
- 松井康子（女優）
- 松田洋治（俳優、声優［砧］）
- 桃井かおり（女優）
- 吉高由里子 (女優 ［深沢］)
- 飯尾和樹（お笑いタレント）
- うじきつよし（ミュージシャン・俳優・タレント）
- 小村知帆（声楽家、オペラ歌手）
- 柿沼紫乃（声優）
- 加藤茶（コメディアン）
- かないみか（声優）
- 河口純之助（ベーシスト）
- 川崎燎（ジャズ・ギタリスト［梅丘］）
- 木梨憲武（タレント［千歳台］）
- 小池栄子（タレント・女優）
- 堺正章（タレント・歌手・俳優・司会者）
- サクラマコト（前田真人）（ミュージシャン、PC環境コンサルタント）
- 柴田淳（歌手）
- 柴田睦陸、柴田喜代子（オペラ歌手[成城]）
- 鈴木麗子（声優）
- 関口誠人（歌手［成城］）
- 田辺靖雄（歌手、俳優）
- 近田春夫（ミュージシャン［等々力］）
- 剣桃太郎（ヒップホップMC［下馬］）
- 原えりこ（旧・光野栄里、声優）
- 姫乃たま（ライター、歌手）
- 藤村美樹（元歌手）
- 堀之紀（声優［成城］）
- 堀秀行（声優［成城］）
- 堀光昭（俳優［成城］）
- マシロ（歌手）
- 向谷実（キーボーディスト［二子玉川］）
- 水木一郎（歌手）
- 三田ゆう子（声優）
- みのもんた（タレント・実業家）
- 大石岳志（静岡放送アナウンサー）
- 大野香菜（フリーアナウンサー）
- 小野寺麻衣（元日本テレビアナウンサー）
- 笠井信輔（フジテレビアナウンサー）
- 軽部真一（フジテレビアナウンサー）
- 角谷暁子（テレビ東京アナウンサー）
- 亀井薫（フリーアナウンサー）
- 斎藤希実子（NHK青森放送局アナウンサー）
- 佐藤亜樹（テレビ神奈川アナウンサー［成城］）
- 白戸ゆめの（フリーアナウンサー、グラビアアイドル）
- 土川由加（フリーアナウンサー）
- 二木あつ子（フリーアナウンサー・ダンサー・歌手）
- 原田亜弥子（静岡放送アナウンサー）
- ホルコムジャック和馬 (NHKアナウンサー）
- 森本茂樹（福井放送アナウンサー）
- 芦田太郎（演出家、プロデューサー）
- 児島明子（元モデル［豪徳寺］）
- 高橋亜衣（気象予報士、元ミュージカル俳優）

#### 文化
- 湯浅憲明（映画監督［赤堤］）
- 井坂聡（映画監督）
- 宮内國郎（作曲家）
- 鷺巣詩郎（作曲家）
- 松本晃彦（作曲家）
- 西岸良平（漫画家）
- やまだ紫（漫画家）
- 村上もとか（漫画家）
- やくみつる（漫画家［桜新町］）
- 岡崎京子（漫画家［下北沢］）
- 南伸坊（イラストレーター）
- 向田邦子（作家・脚本家［若林］）
- 絲山秋子（作家）
- 柚木麻子（作家）
- 畑野智美（作家）
- 三谷幸喜（劇作家・脚本家）
- 井上輝彦（作詞家・作曲家・音楽プロデューサー)
- 山本七平（評論家［三軒茶屋］）
- 小室直樹（評論家［奥沢］）
- 浜矩子（経済評論家）
- 竹熊健太郎（編集者）
- 小島秀夫（ゲームクリエイター）
- 田尻智（ゲームクリエイター）
- Sta（クリエイター、作曲家）
- 川崎大助（音楽ライター）
- 島朗（将棋棋士）
- 伊藤匠（将棋棋士）
- 飯野愛（将棋女流棋士）
- イエス小池（元漫画家アシスタント・エッセイスト）

#### スポーツ
- 駒ノ里秀雄（大相撲力士［弦巻］）
- ファイティング原田（プロボクサー、元2階級世界チャンピオン）
- 牛若丸原田（プロボクサー、元2階級日本チャンピオン）
- 渡邉卓也（プロボクサー）
- 川内優輝（男子陸上競技長距離走・マラソン選手、元埼玉県庁職員→プロランナー）
- 大森隆男（プロレスラー）
- 三田英津子（プロレスラー）
- 池上昌和（JRA調教師）
- 池上昌弘（JRA調教師）
- 関口睦介（JRA騎手）
- 中谷雄太（JRA騎手）
- 浜野谷憲尚（JRA騎手）
- 濱野谷憲吾（競艇選手）
- 阿部典史（モーターサイクル・ロードレーサー）
- 渡部絵美（元女子フィギュアスケート選手、元プロスケーター、タレント）
- 堀内和一朗（躰道選手・ファウストボール選手）
- 仲西淳（プロバスケットボール選手）
- 大越元気（ラグビー選手）
- 金澤徹（ラグビー選手）
- 松崎さ代子（女子バレーボール選手）
- 早川英里（元女子マラソン選手）
- 井坂肇（元独立リーグ野球選手）
- 山村崇嘉（プロ野球選手）
- 赤星優志（プロ野球選手）
- 岡哲平（プロサッカー選手）
- 岡村大八（プロサッカー選手）
- 三田啓貴（プロサッカー選手）
- 柳貴博（プロサッカー選手）

#### 学術・実業・諸分野
- 石川真一郎（アニメーションプロデューサー、ゴンゾ代表取締役社長）
- 内山節（哲学者）
- 志田陽子（憲法学者）
- 千石正一（動物学者）
- 高山佳奈子（刑法学者）
- 青野史寛（実業家）
- 出井伸之（元ソニーCEO［成城］）
- 新居佳英（アトラエ創業者・CEO、アルティーリ千葉創設者）
- 西山知義（ダイニングイノベーション、レインズインターナショナル創業者）
- 西村拓郎（日拓グループ代表取締役社長）
- 都木聡（セレス創業者・社長）
- 野澤宏（富士ソフト創業者）
- 星出彰彦（宇宙飛行士）
- 田尾耕太郎（歯科医師）
- 重信房子（日本赤軍リーダー）

### 居住者・ゆかりがある人物
［］内は居住地（元居住地を含む）。

#### 政治

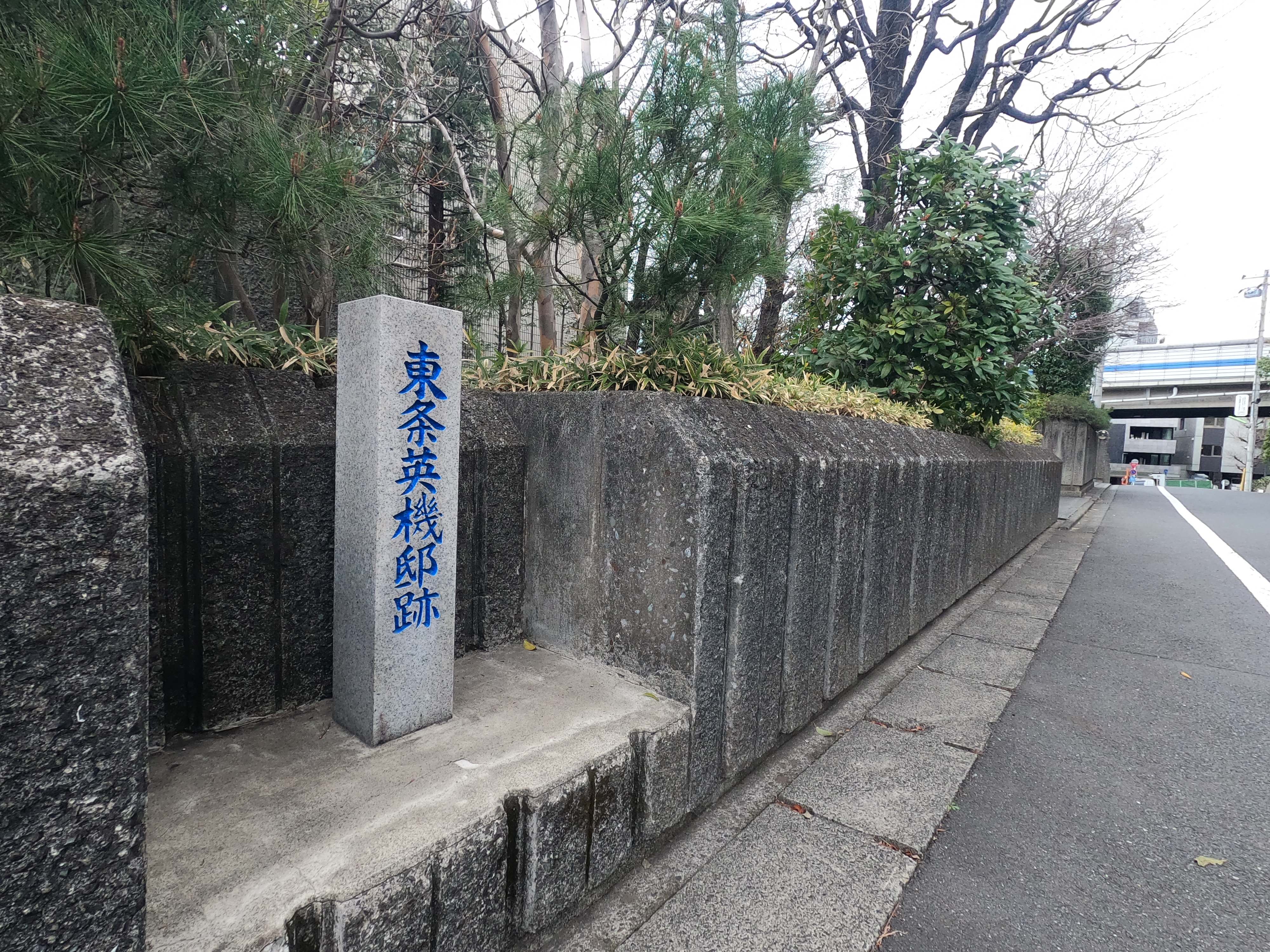
東條英機邸跡（用賀一丁目）

- 東條英機（第40代内閣総理大臣・軍人［用賀］）
- 佐藤栄作（第61代内閣総理大臣［代沢[42]］）
- 福田赳夫（第67代内閣総理大臣）
- 大平正芳（第68代内閣総理大臣［瀬田[43]］）
- 中曽根康弘（第71代内閣総理大臣[注釈 8]）
- 竹下登（第74代内閣総理大臣）
- 羽田孜（第80代内閣総理大臣）
- 小坂順造（衆議院議員［瀬田（旧小坂家住宅）］）
- 細田吉蔵（衆議院議員）
- 山中貞則（衆議院議員［東玉川[44]］）
- 小沢一郎（衆議院議員［深沢[45]］）
- 谷垣禎一（衆議院議員［桜新町］）
- 大河原雅子（衆議院議員）
- 竹下亘（衆議院議員）

#### 芸能
- 森繁久彌（俳優、名誉区民［船橋[46]］）
- 仲代達矢（俳優、名誉区民［岡本］）
- 松任谷由実（歌手、名誉区民）
- 三船敏郎（俳優［成城[47]］）
- 三船美佳（タレント）
- 植木等（ミュージシャン・俳優）
- 加山雄三（俳優・歌手）
- 高島忠夫（俳優）
- 八千草薫（女優）
- 左とん平（俳優）
- 津川雅彦（俳優）
- 小川ローザ （女優）
- 竹下景子（女優）
- 水谷豊（俳優・歌手・映画監督）
- 中村雅俊（俳優・歌手）
- 西田敏行（俳優）
- 福山雅治（俳優・ミュージシャン）
- 赤井英和（俳優・タレント）
- 六角精児（俳優）
- さとう珠緒（女優・タレント）
- 戸田恵子（女優・声優［上馬］）
- 門脇麦（女優）
- 伊藤蘭（女優）
- 天地真理（歌手）
- 松田聖子（歌手［砧[41]］）
- 神田正輝（俳優）
- 太田裕美（歌手）
- 長渕剛（歌手）
- 榊原郁恵（歌手・タレント）
- 櫻井翔（嵐）
- 所ジョージ（タレント・ミュージシャン［成城[注釈 9]］）
- 坂本龍一（音楽家、YMOメンバー）
- 野呂一生（ギタリスト、カシオペアリーダー）
- ピエール瀧（ミュージシャン・俳優）
- 桂三度（落語家・タレント）
- 逸見政孝（アナウンサー・司会者［奥沢[48]］）
- 古舘伊知郎（アナウンサー・司会者）
- 水谷加奈（文化放送アナウンサー）
- 浜田雅功（タレント）
- リア・ディゾン（歌手・グラビアアイドル［祖師谷］）
- デビッド宮原（元ジャPAニーズ）
- 野村沙知代（タレント［玉川田園調布[49]］）

#### 文化
- 山田洋次（映画監督）
- 大林宣彦（映画監督［成城］）
- 小澤征爾（指揮者）
- 伊福部昭（作曲家［等々力・奥沢・尾山台[50]］）
- 芥川也寸志（作曲家［奥沢・祖師谷・成城[50]］）
- 武満徹（作曲家［代田[50]］）
- 宮川泰（作曲家［上馬[51]］）
- 山本直純（作曲家［奥沢[52]］）
- 服部克久（作曲家）
- 長谷川町子（漫画家［用賀］）
- 内田春菊（漫画家）
- 小林よしのり（漫画家）
- 大江健三郎（作家）
- 三田誠広（作家）
- 江國香織（作家）
- 逢坂剛（作家）
- 椎名桜子（作家・写真家・映画監督）
- 宮脇俊三（紀行作家）
- 北杜夫（作家、宮脇俊三の隣家に居住）
- 半藤一利（評論家）
- 筒井はじめ（芸術家）
- 大山結子（現代美術家）
- 松任谷正隆（編曲家・音楽プロデューサー）
- 大竹英洋（写真家）
- 東儀秀樹（雅楽師）
- 大宅映子（ジャーナリスト）
- 竹林紀雄（映像作家、日本映画監督協会理事）

#### スポーツ
- 三原脩（プロ野球監督）
- 川上哲治（プロ野球監督）
- 長嶋茂雄（プロ野球監督［上北沢[注釈 10]］）
- 広岡達朗（プロ野球監督［上馬］）
- 野村克也（プロ野球監督［玉川田園調布[49]］）
- YUSHI（総合格闘家）
- 落合博満 (プロ野球選手・監督[赤堤])

#### 学術・実業・諸分野
- 末弘厳太郎（法学者［宇奈根］）
- 向坊隆（東京大学総長・応用化学者［代沢[53]］）
- 加藤一郎（東京大学総長・法学者［成城[54]］）
- 黒田基樹（歴史学者）
- 堀威夫（ホリプロ創業者）
- 石光眞臣（軍人［上馬］）
- 石元太一（暴走族・関東連合元リーダー）
- 佐久間精一（アマチュア天文家）

## 作品
楽曲
- back number『世田谷ラブストーリー』

漫画・アニメ
- あかほりさとる・板場広志『MOUSE』
- 高橋ゆたか『ボンボン坂高校演劇部』

下北沢
漫画・アニメ
- はまじあき『ぼっち・ざ・ろっく!』
- 桂正和『電影少女』恋編

漫画・連続ドラマ
- 大谷じろう『下北GLORY DAYS』

二子玉川
漫画・アニメ
- 森田まさのり『ROOKIES』

桜新町
漫画・アニメ
- 長谷川町子『サザエさん』

成城
小説・映画・連続ドラマ
- 三島由紀夫『お嬢さん』

漫画・アニメ
- 宮島礼吏『紫雲寺家の子供たち』